# Geschichte der Cottbuser Feuerwehr
Die Geschichte der Feuerwehr Cottbus mit ihrer Entwicklung und Technik unter dem Motto „Retten – Löschen – Bergen – Schützen“ reicht über 160 Jahre zurück.

## Das Feuerwehrwesen der Stadt Cottbus vor 1863
Im März 1671 kam es in der Stadt Cottbus zu einem Großbrand, der in der Hintermühle der Stadtmühle (heute Spreestraße) ausbrach und nach kurzer Zeit die gesamte Stadt erfasste. Dabei kamen vier Bürger ums Leben und ungefähr 300 Häuser brannten nieder. Daraufhin ordnete erstmals in Brandenburg der Große Kurfürst (Friedrich Wilhelm) an, dass sämtliche Dächer nicht mehr mit Stroh gedeckt werden dürfen und auch die Mauern aus Ziegelstein zu errichten seien. Bereits im 16. Jahrhundert waren die Bürger zum Schutz vor Bränden verpflichtet, Eimer aus Leder und Hakenleitern bereitzuhalten.
Zahlreiche Brand- und Feuerkatastrophen wurden auch aus dem 18. Jahrhundert aus Cottbus und den Amtsdörfern vermeldet. Im Jahr 1717 brannten unmittelbar vor den Toren der Stadt in Ostrow 16 Bauernhöfe nieder. Der Turm der Oberkirche erhielt 1766 einen Blitzeinschlag und wurde durch den folgenden Brand stark beschädigt. 1796 brannten in Ströbitz 70 Gehöfte ab. In der Polizei-Lösch-Ordnung für Sandow von 1858 hieß es unter anderem:

„In jedem bewohnten Hause muss der Eigentümer halten: einen Feuereimer, einen Feuerhaken von 12 bis 16 Fuß Länge, 2 Feuerleitern, wovon die eine zum Dache und die andere bis zur Dachspitze seines höchsten Gebäudes reichen muss, einen Löschwisch (Holzstiel mit Lappen) und eine Laterne von Blech und Glasscheiben mit Licht.“

Nachlässigkeiten bei Anschaffung und Instandhaltung dieser Gerätschaften wurden mit Strafen bis zu zehn Talern gerügt. Das Leben der Bürger in der Stadt Cottbus veränderte sich Ende des 18. Jahrhunderts immer mehr. Theateraufführungen fanden statt, Ausflugsrestaurants wurden eröffnet, die ersten Zeitungen wurden gedruckt und 1811 sorgte die Ballonfahrt des Cottbuser Carl Friedrich Claudius für Aufsehen. Das öffentliche Leben nahm deutlich zu, die Brandgefahren stiegen.

## Die Gründung der Feuerwehr der Stadt Cottbus 1863
„Retten – Löschen – Bergen – Schützen“ war und ist seit über 160 Jahren die oberste Devise der Feuerwehr. Bei mehreren Großbränden in Cottbus in den Jahren 1861 und 1862, so z. B. am 9. Mai 1862 in der Tuchfabrik Valte am Neustädter Platz 55, mussten die Behörden feststellen, dass das Feuerwehrwesen im Stadtgebiet nicht ausreichend gut aufgestellt war. Ein daraufhin gebildetes Komitee zur Lösung dieses Missstandes beabsichtigte, eine Berufsfeuerwehr aufzubauen. Da bot der 1861 gegründete Turnverein seine Bereitschaft an, aus seinen Mitgliedern eine Feuerwehr zu bilden. Der Verein informierte sich beim damaligen königlichen Branddirektor von Berlin, Ludwig Carl Scabell, wie eine entsprechende Feuerwehr einzurichten sei. Danach beschlossen die Abgeordneten am 20. Oktober 1862 die Gründung einer Turnerfeuerwehr, ausgerüstet mit zwei Spritzen und den dazu gehörigen Nebengeräten. Zur Beschaffung des übrigen Bedarfs bewilligte der Magistrat der Stadt im Oktober 1862 ungefähr 500 Taler, worauf die Feuerwehr zehn Hakenleitern, zwölf Steigergurte, zehn Helme, einen Rettungssack sowie einen Gerätewagen erwarb.
Die konstituierende Versammlung aller Interessenten fand am 16. Februar 1863 im Hotel „Zum Goldenen Ring“ am Altmarkt (Gebäude der heutigen Handwerkskammer) statt. Hier wählten die 96 Männer den Maschinenbaufabrikanten Moritz Nommel zum Feuerwart, Rudolph Brincks zu seinem Stellvertreter und Emil Böttcher zu seinem Adjutanten. Bereits nach einem Jahr wurden im Mitgliederverzeichnis 189 Cottbuser Männer benannt, die zur Feuerwehr gehörten. Die Grundlage für die Ausbildung der Cottbuser Feuerwehrmänner waren die vom Berliner Branddirektor Scabell verfassten Bücher „Das Feuerlöschwesen Berlins“ und „Instructions-Buch und Exercier-Reglement für die Mannschaften der Feuerwehr von Berlin“.

## Geschichtliche Zeittafel der Freiwilligen Feuerwehr der Stadt Cottbus 1863 bis 1933
Bei einer der ersten Übungen konnten die Cottbuser ihre neue Feuerwehr am 23. Februar 1863 auf dem Exerzierplatz hinter der Klosterkirche erleben. Da es für die Feuerwehr noch keinen Steigerturm gab, wurde mit Steigerleitern mit Haken (geborgt vom Färbereibesitzer Michaelis) trainiert. Als wenige Tage später erstmals das Signal „kommt alle herbei“ ertönte und damit die Feuerwehr gerufen wurde (es war der große Dorfbrand von Ströbitz im Juli 1863) mussten die Feuerwehrleute feststellen, dass ihre Ausrüstung fast vollständig unbrauchbar war, da die alten Spritzen und Feuereimer versagten. Im Oktober 1864 wurde, durch Spenden finanziert, den Feuerwehrmännern eine von der Firma Metz aus Heidelberg hergestellte Spritze und ein Schlauchwagen übergeben. Aus Spendengeldern konnten einheitliche Feuerwehruniformen angeschafft werden. Das Feuerlöschwasser wurde aus dem alten Stadtgraben entnommen, der dafür ausgebaut wurde. Weitere Wasserentnahmestellen waren der Landgraben und die Spree. Die städtischen Behörden beschlossen im Mai 1868 auf mehrmalige Bitten der Feuerwehr, mit dem Bau eines brauchbaren Geräteschuppens mit Steigerturm (Schlauchturm) zu beginnen. Damit konnte die Feuerwehr Cottbus ihren ersten Steigerturm am Neustädter Tor zum 12. September 1868 in Besitz nehmen. Rund 1.700 Taler hat sich die Stadt die erste Feuerwache mit Steigerturm am Kaiser-Wilhelm-Platz kosten lassen. Damit bekam die Löschgruppe bessere Voraussetzungen zur Lösung ihrer Aufgaben.
Im Jahr 1877 erging von der Turner-Feuerwehr Cottbus der Aufruf zur Gründung eines Feuerwehrverbandes in der Provinz Brandenburg. Am 3./4. Juli 1877 erfolgte in Cottbus die Gründung des „Verbandes Freiwilliger Feuerwehren der Provinz Brandenburg“. Mitte bzw. Ende des 19. Jahrhunderts, im Zeitalter der Industrialisierung, entwickelte sich die Stadt zum Zentrum der Tuch- und Teppichindustrie. Cottbus wurde zum Eisenbahnknotenpunkt, der schnell und günstig alle wichtigen Zentren in Deutschland mit Cottbus verband, er ermöglichte die stetige wirtschaftliche Entwicklung der Stadt.
Im Zuge der industriellen Entwicklung wuchs um 1870 die Bevölkerungszahl in Cottbus auf 20.000 Bürger an. So wurden u. a. 1871/1872 der Schlossberg, das Dorf Ostrow, die Mühleninsel, die Markgrafenmühle als auch die drei dörflichen Siedlungen des Gutes Brunschwig zu Cottbus eingemeindet. Schärfere bauliche Vorschriften des Magistrats der Stadt stärkten 1873 den Brandschutz, was das Wachsen der Stadt unterstützte. Nach 1870 erhielt die Feuerwehr die dringend benötigte neue Technik, Schlauchwagen, Zubringerschlauch, eine eiserne Wassertiene (Eisenbottich), einen neuen Gerätewagen mit Rettungsapparat und eine Feuerleiter, die an einer Hauswand angewinkelt werden kann.
Im Juli 1874 brachte der stellvertretende Wehrführer Wilhelm Kurtzrock als Cottbuser Delegierter des Deutschen Feuerwehrtags in Kassel die Anregung mit, die Feuerwehren der gesamten Provinz Brandenburg zu vereinigen. Aber erst am 3./4. Juni 1877 wurde in Cottbus ein Grundgesetz des Verbandes der Rettungs- und Feuerwehrvereine der Provinz Brandenburg beschlossen. An der Spitze des Verbandes stand Moritz Nommel, der mit anderen Persönlichkeiten für die Erarbeitung der verschiedenen Feuerwehrangelegenheiten (Grundgesetz, Übungsvorschriften, Bildung von Unterverbänden, Unfallverhütungsvorschriften und die Herausgabe einer Feuerwehrzeitschrift) verantwortlich war.
Mit der Gründung löste sich die im Jahr 1863 aus dem Turnverein Cottbuser gegründete Feuerwehr auf. Am 29. März 1878 konstituierte sich die Freiwillige Feuerwehr Cottbus, welche nun für den Schutz der Stadt gegen Brände zuständig war. Bereits 1882 zählten zum Provinzial-Feuerwehr-Verband rund 35 Feuerwehren. Im Juni 1882 stellte sich die Freiwillige Feuerwehr mit dem Statut über das Feuerlöschwesen der Stadt auf. Damit übernahm sie ausschließlich die Verpflichtung zum Feuerlöschdienst in Cottbus, dem Oberführer und seinem Stellvertreter fiel die Befehlsgewalt am Brandort zu. Die Polizei übernahm den Sicherheitsdienst, sie regelte die Aufrechterhaltung von Ordnung und Sicherheit im Brandfall. Der Kriminaldienst übernahm die Ermittlung von Brandursachen. Es zeigte sich schnell, dass die Gründung einer Berufsfeuerwehr notwendig war, wenn diese auch vorerst nur als Hilfsmannschaft der Freiwilligen Feuerwehr betrachtet wurde.
Der Pflichtfeuerwehr waren alle Einwohner vom 21. bis 40. Lebensjahr zugeordnet, die nicht Mitglied der Freiwilligen Feuerwehr waren.
Durch den inzwischen hohen Bestand an Technik war es notwendig, ein weiteres Feuerwehrdepot zu errichten. Dieses wurde im Oktober 1884 nach den Entwürfen von Moritz Nommel am Turnplatz (der heutigen Friedrich-Ludwig-Jahn-Straße) auf dem Gelände der städtischen Turnhalle gebaut.
Damit waren zwei Kompanien und zwei vollständige Löschzüge mit ungefähr 300 Feuerwehrmännern einsatzbereit. Der Gerätebestand zeigte eine deutliche Erweiterung. Es standen der Wache ein Steigerwagen, ein Rettungswagen, fünf vierrädrige und eine zweirädrige Handspritze, vier Wassertienen und vier Wasserwagen, eine zweirädrige Anstellleiter, eine mechanische Ausschiebeleiter und vier Schlauchwagen zur Verfügung.
Anlässlich ihres 25. Jubiläums im Juni 1888 erklärte sich der Corpsarzt der Freiwilligen Feuerwehr Cottbus, Dr. Carl Thiem bereit, verunglückte Feuerwehrmänner in seiner „chirurgischen Privatklinik unter Verzichtung jeglichen ärztlichen Honorars gegen bloße, sehr mäßige Erstattung der Verpflegungsauslagen“ aufzunehmen. Diese Verpflichtung von Dr. Carl Thiem erstreckte sich auch auf auswärtige Feuerwehren und deren Kameraden, soweit diese transportfähig waren.
In den umliegenden Dörfern bzw. Gemeinden bildeten sich nun Freiwillige Feuerwehren. Am 1. September 1888 trafen sich in Sandow etwa 40 Männer zur Gründung der Feuerwehr. Gerbermeister Linde wurde zum Oberführer gewählt. 1904 erfolgte die Eingemeindung Sandows und die Feuerwehr wurde als 3. Abteilung in die Cottbuser Löschformation eingegliedert. Ebenfalls gründeten sich in Saspow 1896, in Schmellwitz 1906, in Ströbitz 1907, in Madlow 1912 und in Sielow 1913 Freiwillige Feuerwehren.
Die enge Verbundenheit der umliegenden Dörfer mit der Stadt entwickelte sich unter den Oberbürgermeistern Dr. Karl Mayer und Paul Werner. Während der Amtsperiode von Dr. Karl Mayer erhielt die Stadt 1886 ihre Kreisfreiheit. Das Stadtbauamt wurde gegründet, eine Handelsschule entstand, eine Untersuchungsstation für Lebensmittel und Genusswaren wurde eingerichtet. Der Bau der Infanteriekaserne erfolgte in den Jahren 1885 bis 1890. In der Amtsperiode von Oberbürgermeister Paul Werner 1897/1899 entstand die zentrale Wasserver- und -entsorgung. Die Textilfachschule wurde in eine Preußische Höhere Fachschule für Textilindustrie umgewandelt. Die Lungenheilstätte in Kolkwitz konnte 1900 eröffnet werden, 1903 wurde die 1. Straßenbahnlinie in Betrieb genommen. Ein modernes Elektrizitätswerk entstand, die Spreewaldbahn wurde gegründet, das Theater gebaut und 1914 konnte das Krankenhaus eröffnet werden. Die Stadt entwickelte sich schnell und dehnte sich räumlich aus. Das Melden eines Feuers war nicht mehr so einfach. 1888 bewarb sich die Firma Hoffmann aus Leipzig mit dem Angebot zur Installation einer elektrischen Fernmeldeanlage, zur Benachrichtigung der Feuerwehrmänner beim Magistrat der Stadt. 1890 erfolgte in der Provinz Brandenburg die Bildung einer Feuerwehr-Unfallkasse, die Renten ausbezahlte und für Hinterbliebene die Unterstützung regelte. 1898 erhielt die Stadt Cottbus eine erste Wasserleitung, welche sich auch positiv für die Brandbekämpfung zeigte. Mit dem Ausbau des Städtischen Wasserleitungssystems wurde gleichzeitig die Einrichtung von Hydranten für die Brandbekämpfung vorangetrieben.
Zu einem bedeutenden Zentrum in der Niederlausitz entwickelte sich Cottbus im letzten Drittel des ausgehenden 19. Jahrhunderts. Spätestens mit Beginn des 20. Jahrhunderts kam auch der Feuerwehr eine größere Bedeutung zu. Die Feuerwehrbelegschaft konnte in dieser Zeit (1903) konstant gehalten werden. Entsprechend den neuen Anforderungen wurde 1908 das Ortsstatut der Stadt Cottbus für das Feuerlöschwesen erlassen. Nach längeren Verhandlungen konnte durch die Fa. Siemens & Halske die elektrische Feuermeldeanlage zur Benachrichtigung der Feuerwehrmänner zum 9. November 1908 eingerichtet und an den Magistrat der Stadt übergeben werden. Im gesamten Stadtgebiet waren 27 Feuermelder entstanden, 180 Feuerwehrmänner hatten in ihren Wohnungen einen Alarmwecker. Im Rathaus der Stadt befand sich hinter der städtischen Polizeiwache in einem Zimmer die Feuermeldezentrale. Mit der modernen Technik war auch 1912 die Abschaffung der bisherigen Pflichtfeuerwehr verbunden.
Die Cottbuser Feuerwehr konnte ihre Aufgaben während des Ersten Weltkrieges nur notdürftig erfüllen, zum einen wegen der desolaten Finanzlage der Stadt und zum anderen erschwerte die Einberufung vieler Kameraden zum Kriegsdienst das Wirken erheblich. Von den 76 Feuerwehrmännern aus Cottbus, die am Ersten Weltkrieg teilnahmen, waren 7 an den Fronten gefallen. Diese Situation dauerte weiter an, die schlechte wirtschaftliche Lage und die Inflation waren kritisch für das Fortbestehen der Städtischen Feuerwehr. So wurde im Februar 1921 in einer Denkschrift festgestellt, dass der Mangel an Gespannen zum Transport der Löschgeräte trotz Aufrufen und persönlichen Ersuchen an die Pferde besitzenden Bürger nicht behoben werden konnte. Von Oktober bis Dezember 1920 waren die Mannschaften der Freiwilligen Feuerwehr nach Abzug der Reichswehr aus Cottbus, die bis dahin die Gespanne stellten, nicht mehr in der Lage, die notwendigen Löschgeräte zum Brandort zu bringen. Durch umfangreiche Spenden konnte 1922 eine Magirus-Automobilspritze beschafft werden. Im Magistrat wurde beschlossen, die Städtischen Feuerhandwerker, eine Abteilung, die nach dem Abrücken der Feuerwehr die Brandwache übernahm, die Beräumung der Brandstelle durchführen zulassen. Gleichfalls hatten sie die Einhaltung der Brandschutzbestimmungen bei Theateraufführungen und Jahrmärkten zu kontrollieren.
Um ihren im Ersten Weltkrieg gefallenen Kameraden zu gedenken, ließ die Freiwillige Feuerwehr am 7. Juli 1923 einen Gedenkstein am Kaiser-Wilhelm-Platz (Neustädter-Platz) aufstellen. Im Januar 1924 konnte aus Spenden von Cottbuser Bürgern eine moderne Automobil-Drehleiter der Firma Magirus an die Feuerwehr übergeben werden. Diese war notwendig geworden, nachdem sich am 30. November 1923 ein tragischer Unfall ereignet hatte. Bei Schneeglätte kam der Lastwagen in der Kurve an der Oberkirche ins Rutschen. Drei Feuerwehrmänner stürzten vom Lkw und die angehängte Drehleiter wurde völlig zerstört. Bei dem Unfall verstarb der Feuerwehrmann Gustav Deffke. Ihm wurde später die Deffkestraße an der Sandower Feuerwache gewidmet. 1925 erfolgte der Umbau der Feuerwache Kaiser-Wilhelm-Platz/Neustädter-Platz, nachdem diese eine zweite Automobilspritze erhalten hatte. Unter der Führung von Ewald Haase erlebte das Cottbuser Feuerwehrwesen einen gewaltigen Aufschwung.
Mit der Übernahme von Krankentransporten im Februar 1925 durch die Freiwillige Feuerwehr wurde neben der traditionellen Brandbekämpfung und technischen Hilfeleistung der Krankentransportdienst eine weitere Aufgabe. Bereits vor dem Ersten Weltkrieg hatte die Cottbuser Feuerwehr ihren ersten Krankenwagen, der auf dem Grundstück der „Vereinigten Städtischen Thiemsche Heilanstalt“ abgestellt war. Ein zweiter Krankentransportwagen wurde der Feuerwehr im April 1914 übergeben.
In ihrem Depot in der Turnstraße war ein weiterer Krankenwagen untergebracht, der in ständiger Bereitschaft gehalten wurde. Durch den Cottbuser Amtsarzt Dr. Dobrik wurde die Ausbildung der Sanitäter übernommen. Im Weisungsrecht unterstanden sie dem Oberbrandmeister Kurt Dubian. Bis 1943 blieb die Feuerwehr für den Krankentransport zuständig, dann übernahm das Rote Kreuz die Aufgaben.
Um die Einsatzfähigkeit der Mannschaften zu gewährleisten, machte sich eine regelmäßige Ausbildung notwendig. Dazu gehörten u. a. Marschübungen, Turnen, Ballspiele aber auch Übungen mit und an der Technik und Übungsfahrten zum Ausrollen der Schläuche. Nach 1928 kam die spezielle Ausbildung über die richtige Handhabung der gerade eingeführten Gasschutzgeräte hinzu. Die Verantwortlichkeit hinsichtlich der Überwachung der Geräte wurde einem Brandmeister übertragen. Es wurde immer schwieriger, die neue Technik unterzubringen, die Depots waren zu klein. Der für das Depot am Kaiser-Wilhelm-Platz vorgesehene Erweiterungsbau wurde verworfen, die Vergrößerung des in der alten Turnstraße befindlichen Depots scheiterte an der Schulverwaltung, da die Städtische Turnhalle dafür abgerissen werden sollte. Man musste sich für einen Neubau entscheiden und stellte den Abgeordneten 1928 ein Modell der neuen Wache vor. Mit dem Neuerwerb eines Magirus-Löschwagens, der im Februar 1929 als Rüstwagen vom Typ „Cottbus“ übergeben wurde (er war nach Vorstellungen der Feuerwehrkameraden entwickelt und von Magirus gebaut worden) war es notwendig, den Umbau des Depots am Kaiser-Wilhelm-Platz zu wagen. Dabei musste man den 1868 mit viel Mühe errichteten Steigerturm abtragen. Dies betraf auch das Sandower Depot (Westaue), auch dort musste Platz für die Unterbringung neuer Fahrzeuge geschaffen werden.
Im Jahr 1928 übertrug der 79 Jahre alte Ewald Haase sein Amt dem Oberführer Otto Heger, der bis 1932 die Verantwortung für die Cottbuser Freiwillige Feuerwehr übernahm. Von 1932/33 hatte der Optiker Oberführer Otto Bergte das Amt inne. Im Februar 1929 beschlossen die Abgeordneten der Stadt den Neubau einer Feuerwache auf einem Grundstück an der verlängerten Turnstraße (Ewald-Haase-Straße).
Die Bausumme betrug damals 280.000 Reichsmark, der Spatenstich erfolgte am 1. Oktober 1929, die Grundsteinlegung erfolgte im gleichen Jahr. Die bis dahin größte Feuerwehrübung in Cottbus erfolgte anlässlich des 31. Verbandstages in der Zeit vom 28. Juni bis 30. Juni 1930, an dem auf dem Schillerplatz bis zu 21 Feuerwehren des Landkreises Cottbus teilnahmen.

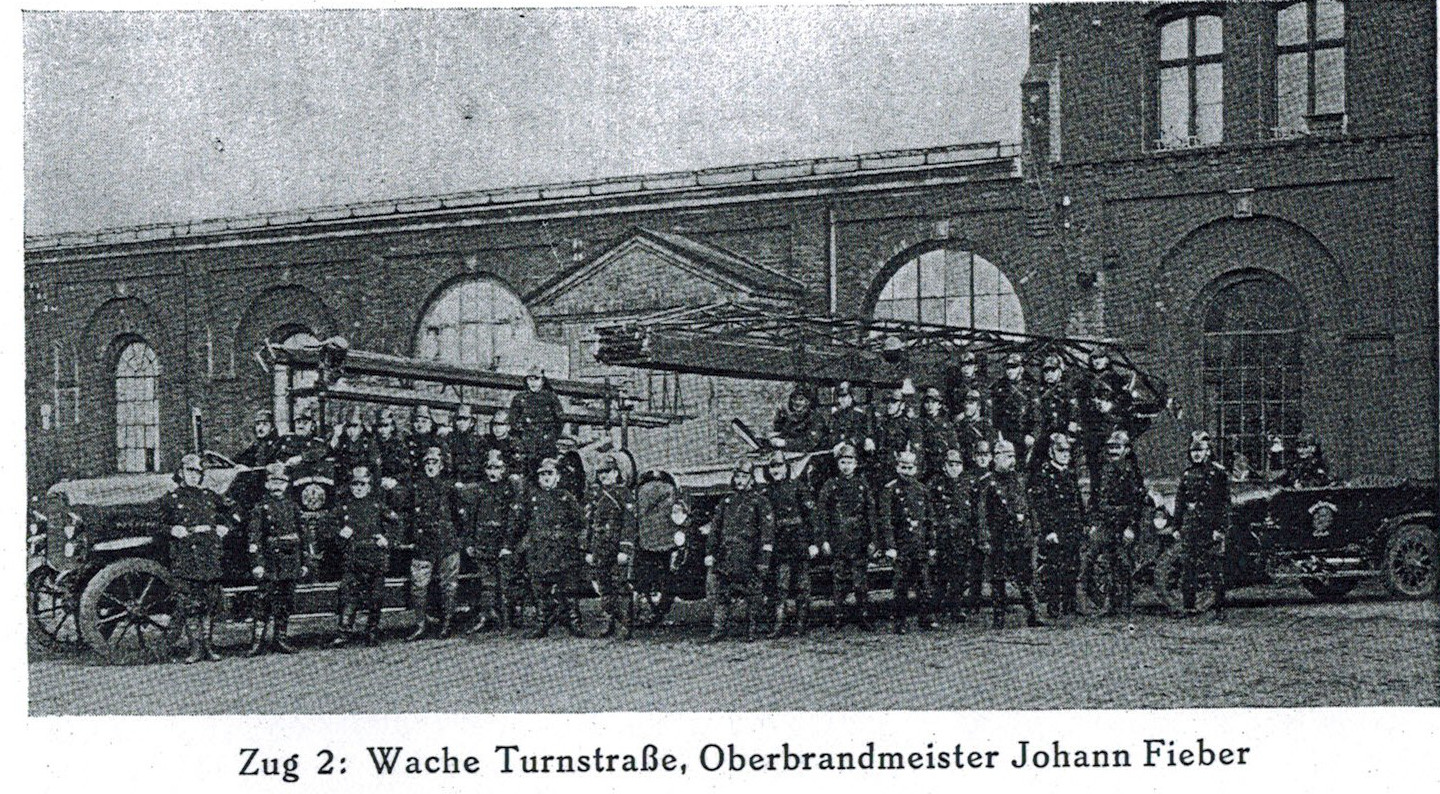
Wache Turnstraße

Gleichzeitig fand die feierliche Übergabe der in acht Monaten Bauzeit errichteten neuen Feuerwache in der Turnstraße statt. Zur Gesamtanlage gehörten das Depot, der Turm, das Wohnhaus mit neun Drei-Raum-Wohnungen und eine gesonderte Sanitätswache. Der 22 m hohe Turm mit außen angebrachter moderner Uhr wurde gleichzeitig als Steigerturm und Schlauchtrocknungsanlage genutzt. Es konnten bis zu 70 Schläuche nach der Reinigung in der Schlauchwaschmaschine im Turm aufgehängt werden. Das Kellergeschoss der Feuerwache hatte einen 83 m² großen Kohlenkeller, der vom Hof aus befüllt werden konnte und so berechnet war, dass jährlich nur eine Kohlenanfuhr notwendig war. Gleichfalls befand sich im Kellergeschoss der Heizraum mit zwei Dampfkesseln sowie dem Akkumulationsraum. Neben der großen Fahrzeughalle befand sich im Untergeschoss das Telegrafenzimmer mit der Feuermelde- und Fernsprechzentrale von der Firma H. Fuld & Co. A.G. in Frankfurt/M., errichtet durch die in Cottbus ansässige Niederlausitzer Telefongesellschaft. Der Kommandoraum, ein Umkleideraum, eine Küche, der große Tagungsraum, ein Schlafraum, Toiletten, Waschräume sowie Wannen und Duschräume befanden sich im Obergeschoss. Die Sanitätswache war in einem kleinen Gebäude am Hofrand untergebracht. Auf dem Hof fanden auch die sechs Sanitätskraftwagen Platz. Das Sanitätspersonal konnte vier Desinfektionsräume zur Reinigung und Desinfektion nutzen, wenn sie mit ansteckenden Krankheiten in Berührung kamen. Ebenfalls am Hofrand befanden sich die Wagenwerkstatt sowie eine Waschanlage mit großer Arbeitsgrube und Krananlage.
Im Juni 1930 wurden durch den Magistrat der Stadt die Personalfragen der Freiwilligen Feuerwehr und des Krankentransportwesens geregelt. Fest angestellt wurden: Als Oberfahrer K. Dubian, dem die Verwaltung der Geräte unterstand, ein Monteur der Feuermeldeanlage sowie zwei Telefonisten. Um 1930 war die Feuerwehr gut ausgerüstet. So befanden sich im Bestand der Feuerwehr mehrere Automobilspritzen, eine Automobildrehleiter, ein Maschinen- und Rüstwagen, eine Drehleiter von Pferden gezogen, ein Rüstwagen und ein Mannschaftswagen, eine Anhänger-Motorspritze sowie ein Rettungs- und Hilfswagen der Firma Horch. Weiterhin gehörten Schaumlösch- und Gasschutzgeräte dazu. Die Mannschaftsstärke betrug zu dieser Zeit 150 Mann.

## Gründung und Aufgaben der Feuerlöschpolizei 1933 bis 1945
Auch in Cottbus gab es nach der Machtübernahme durch die Nationalsozialisten strukturelle Veränderungen in der Freiwilligen Feuerwehr. Durch ein im Dezember 1933 erlassenes preußisches Gesetz über das Feuerwehrwesen wurde der Zuständigkeitsbereich der Feuerwehren aus den Kommunen herausgelöst und dem preußischen Innenministerium unterstellt. Somit war auch in Cottbus die Ortspolizei für das Feuerwehrwesen zuständig, dabei bürgerte sich die Bezeichnung „Feuerlöschpolizei“ ein. Um die Feuerwehrleute kontrollieren zu können, mussten alle Kameraden ein Führungszeugnis der NSDAP-Kreisleitung beibringen, sonst wurden sie aus dem Dienst entfernt. Nach der Auflösung des Brandenburgischen Provinzial-Feuerwehrverbandes 1934 erfolgte die Umwandlung der Cottbuser Feuerwehr in eine Körperschaft des öffentlichen Rechts. Durch den Regierungspräsidenten wurde eine neue Satzung genehmigt, die das Eigentum der Freiwilligen Feuerwehr vollständig auf die neue Feuerwehr übertrug. Gleichzeitig wurde die Farbgestaltung vom traditionellen Rot auf das herkömmliche Grün der Polizei verändert. Die Freiwillige Feuerwehr vergrößerte sich personell durch die Luftschutzaufgaben, es entstand 1934 eine neue Nebenwache der Feuerwehr in der Berliner Straße/Schillerstraße. Der Fahrzeugpark der Cottbuser Feuerwehr wurde beträchtlich erweitert, es wurden 17 neue Feuerwehrfahrzeuge sowie ein Katastrophengeländewagen und ein Leichenbergefahrzeug angeschafft. Ein Gasmaskenprüfraum wurde in der Hauptfeuerwache eingerichtet. Es wurden 140 Gasmasken mit Zubehör, 6 Sauerstoffschutzgeräte, 2 CO-Geräte, 2 Pulsmotore sowie ein Inhalationsapparat der Feuerwehr zugewiesen. Es erfolgte die Einrichtung von zwei weiteren im Süden der Stadt gelegenen Wachen, mit einer Exerzierhalle und einem Schulungsraum. Zur Verbesserung des Alarmnetzes wurden die öffentlichen Feuermelder auf 49 erweitert.
Personell gab es die deutlichsten Veränderungen:
- 1933 hatte die Feuerwehr noch 270 Mitglieder,
- 1938/39 waren es nur noch 170 Mitglieder,
- 1938/39 wurden 180 Feuerwehrmänner zusätzlich dienstverpflichtet. Neben 44 Fördermitgliedern gehörten 23 Musiker, 17 Mitglieder des Spielmannszuges und 13 hauptamtliche Mitarbeiter dazu.

Otto Haeger wurde 1932 durch Albert Bergte abgelöst, von 1934 bis 1945 leitete Kreiswehrführer Friedrich Luckner sowie als sein Stellvertreter Otto Haeger die Cottbuser Freiwillige Feuerwehr. Nach 1940 war Kurt Willenberg der Zugführer in der Feuerwache Ewald-Haase-Straße, in der Feuerwache am Kaiser-Wilhelm-Platz war es Wilhelm Schmalbruch und Zugführer der Feuerwache an der Westaue war Kurt Dubian. Die neue Feuerwehr war neben ihrer eigentlichen Aufgabe der Brandbekämpfung und des Rettungswesens in dieser Zeit hauptsächlich auf Schulung und Ausbildung ausgerichtet. In Vorbereitung auf den Zweiten Weltkrieg begannen bereits 1934 Luftschutzübungen, gleichzeitig begann der Bau von Luftschutzeinrichtungen und Feuerlöschbrunnen.
Auch bei der Dienstkleidung der Berufs- und Freiwilligen Feuerwehren gab es ab 1936 Veränderungen. Durch das Reichs- und Preußische Innenministerium erging der Erlass, dass einheitlich eine Rockbluse in dunkelblauem Tuch und einer schwarzen Tuchhose mit roter Biese zu tragen war. 1939 erfolgte die Einführung von Blaulicht und Martinshorn als Signale der Feuerwehr. Die Reichskristallnacht war auch für die Cottbuser Feuerwehr ein tragischer Tag, sie durfte nicht die vom Cottbuser Nazi-Mob gestürmte und in Brand gesteckte, erst 1902 eingeweihte Synagoge löschen. Sie mussten lediglich darauf achten, dass das Feuer nicht auf die umliegenden Gebäude übergriff. Ähnliches geschah mit Privathäusern und Fabriken, es mussten nur nebenstehende Gebäude, die nicht in jüdischem Besitz waren, geschützt werden. Um auch die Feuerwehrkameraden, die nicht in die Wehrmacht eingezogen wurden, einsetzen zu können, wurde ein sogenannter „Sicherheits- und Hilfszug“ aufgebaut. Aus der 350 Mann starken Freiwilligen Feuerwehr wurde von 1936 bis 1939 ein Feuerwehrregiment gebildet. Mit Beginn des Krieges wurde die Feuerwehr der SS-Gerichtsbarkeit unterstellt, das bedeutete, dass das Entfernen vom Brandort als Fahnenflucht gewertet wurde. Eine besondere Anweisung in Form eines Schnellbriefes an die Cottbuser Feuerwehr besagte, dass sich bei Anforderung der Fliegerhorstfeuerwehr unverzüglich auch die Feuerwehr mit Mannschaft und Gerät auf dem Flugplatz einzufinden und den dortigen Anweisungen Folge zu leisten hatte.

## Anfang der 1940er Jahre

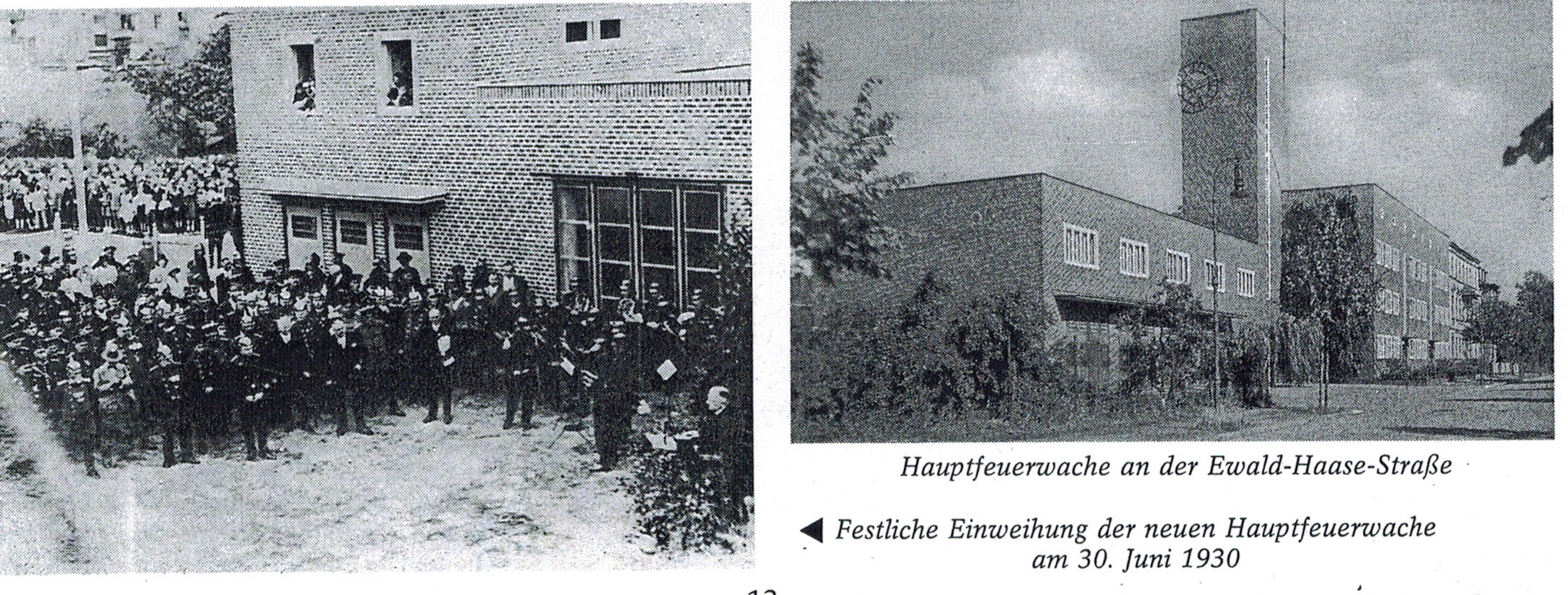
Hauptfeuerwache 1930

Anfang der 1940er Jahre hatte die Freiwillige Feuerwehr der Stadt Cottbus drei Züge in folgenden Standorten:
- 1. Zug – Feuerwache in der Dresdener Straße 136,
- 2. Zug – Hauptfeuerwache in der Ewald-Haase-Straße,
- 3. Zug – Feuerwache in der Westaue,

außerdem Krankentransport- und Samariterwache in der Ewald-Haase-Straße, Unterstellmöglichkeit für Gerätschaften in der alten Feuerwache am Kaiser-Wilhelm-Platz, gleichzeitig als Tragkraftspitzenwerkstatt genutzt. Weitere Räumlichkeiten befanden sich in der Schillerstraße und im Striesower Weg sowie in der Windmühlen-Siedlung an der Pferderennbahn.
Im Februar 1941 endet die Samaritertätigkeit der Cottbuser Freiwilligen Feuerwehr durch die Übergabe der Krankentransportfahrzeuge und des Leichenbergungswagens an das Deutsche Rote Kreuz (DRK). Durch die anhaltenden Luftangriffe auf die Reichshauptstadt erging auch an die Cottbuser Feuerlöschpolizei der Befehl, Mannschaften und Gerät zur Brandbekämpfung zu entsenden. Im Winter 1942/43 kamen die Cottbuser Kameraden im Norden Deutschlands zum Einsatz, wie zum Beispiel in Flensburg, Kiel, Lübeck, Hamburg und Preetz. Weitere Einsätze der Cottbuser Feuerlöschpolizei und deren Luftschutzabteilung erfolgten im Mai/Juni 1944 nach Luftangriffen auf das Synthesewerk Schwarzheide. Der Bombenangriff am 15. Februar 1945 stellte die Freiwillige Feuerwehr vor unlösbare Aufgaben. Als um 11.30 Uhr alliierte Bomberverbände den Bahnhof und Teile der Stadt in Schutt und Asche legten, war der Einsatz im gesamten Gebiet notwendig, denn umliegende Wohngebiete, das Krankenhaus und die Lutherkirche waren ebenfalls betroffen. Erstmals benötigte die Feuerwehr der Stadt größere Hilfe von umliegenden Feuerwehren. So kamen der Cottbuser Feuerwehr die Calauer, die Vetschauer, die Drebkauer und die Senftenberger Feuerwehren zu Hilfe. Mit Einnahme der Stadt durch die sowjetische Armee am 21. April 1945 und der Übergabe durch den Oberbürgermeister Freiherr Baselli von Süßenberg am 22. April 1945 endete in Cottbus die Naziherrschaft.

## Die Stunde Null bis zur Gründung einer Berufsfeuerwehr 1945 bis 1947
Bereits am 23. April 1945 forderte der neue Bürgermeister der Stadt, Max Döring, den Zugführer der Feuerwache an der Westaue Kurt Dubian auf, alle noch verbliebenen Feuerwehrmänner zu sammeln und die noch vorhandenen Brände zu löschen. Da sich das Feuerwehrregiment fast vollzählig mit der gesamten fahrbaren Technik in den Westen Deutschlands abgesetzt hatte, war es unmöglich, diese Aufgabe zu lösen. Das Wasserleitungsnetz war außer Betrieb, Licht, Gas und Telefon gab es nicht. Die ersten Kameraden fanden sich unter dem Brandmeister zusammen, um in Feuerwehrhäusern, ausgebrannten Betrieben sowie Luftschutzpunkten noch vorhandenes Gerät zu bergen. Es wurden Gasmasken, Stahlhelme sowie eine Tragkraftspritze geborgen. Mit einem Handkarren und der TS 8 gingen die Kameraden an das Ablöschen der noch qualmenden Brände.
Unter Leitung des Brandmeisters Dubian formierte sich am 20. Mai 1945 eine Gruppe Kameraden der Freiwilligen Feuerwehr und der Pflichtfeuerwehr neu, um das Feuerwehrwesen in Cottbus wieder aufzubauen. Die Besetzung der Hauptfeuerwache durch geeignetes Personal war nicht möglich, da in dieser das sowjetische Militär lagerte. Leider wurden durch das sowjetische Militär das noch vorhandene Inventar und die technischen Geräte zerstört. Im Obergeschoss der Sanitätswache erfolgte die Unterbringung der Stadtfeuerwehr. Jeder Feuerwehrmann war angehalten, an seinem Haus das Schild „Feuermeldestelle“ anzubringen. Gleichzeitig wurden durch die Stadtverwaltung alle Halter von Transportfahrzeugen verpflichtet, sich bei Alarm umgehend bei der Feuerwache einzufinden, was meistens nur nachts funktionierte.
Mit Befehl Nr. 2 der (Sowjetischen Militäradministration) (SMA) mussten alle nationalsozialistisch belasteten Kameraden trotz ihrer Aufbauarbeit zum 31. August 1945 entlassen werden. Im November 1945 wurden der Cottbuser Feuerwehr ein Personenkraftwagen, zwei Krafträder und diverse Gerätewagen über die Kraftfahrzeugstelle zugewiesen. Der Bürgermeister der Stadt Reinhold sowie der Branddirektor Bergte wurden darüber informiert, dass ab 1. Dezember 1947 in Cottbus die Landesfeuerwehrschule einzurichten sei und diese den Unterricht umgehend aufzunehmen hat.

## Berufsfeuerwehr Cottbus seit 1947
Auf Befehl der SMA erfolgten durch den Minister des Innern des Landes Brandenburg im April 1948 die vorbereitenden Arbeiten zur Gründung einer Berufsfeuerwehr und die Auflösung der Feuerschutzpolizei. Der 15. April 1947 kann als Gründung der Cottbuser Berufsfeuerwehr angesehen werden. Erster Leiter der Berufsfeuerwehr wurde Albert Bergte. Ein im Schichtdienst tätiger Berufsfeuerwehrmann bekam im Monat des Jahres 1947 ein Gehalt von 186 Mark. Um das im Jahr 1945 zur Reparatur nach Berlin verbrachte, zur Feuerlöschpolizei Cottbus gehörende, Löschfahrzeug wieder zurückzuführen, holten 1948 Feuerwehrleute dieses aus dem Westsektor Berlins. Nach Instandsetzung und neuer Ausrüstung in Luckenwalde konnte das Löschfahrzeug in Cottbus wieder in Dienst gestellt werden. Sämtliches Material der Feuerwehr wurde zum 1. April 1949 zu Volkseigentum erklärt. Ende April 1949 übergab das Feuerwehrkommando ihr Eigentum der Stadt. Aufgrund der Verordnung über das Brandschutzwesen in den Ländern der Sowjetischen Besatzungszone Deutschlands vom 28. August 1949 erfolgte wieder die Ausgliederung der städtischen Feuerwehr aus der kommunalen Verantwortung in die neu entstandenen VPKÄ (Volkspolizei-Kreisämter). Diese Veränderung führte im Jahr 1950 zur Bildung der Abteilung Feuerwehr im VPKA Cottbus.
Bis Ende 1950 erfolgte die weitere Zuführung von Löschtechnik, ein Tanklöschfahrzeug, eine moderne Drehleiter mit hölzernem Leiterpark und als Zugfahrzeug einen Bedford-Lkw für den gerade wiederaufgebauten Tragkraftspritzenanhänger. Die Eingemeindung von fünf umliegenden Ortschaften (Ströbitz, Schmellwitz, Saspow, Sachsendorf und Madlow) führte auch zur Übernahme der dazugehörenden Freiwilligen Feuerwehren. Im Jahr 1951 erfolgte eine Verbesserung der technischen Ausrüstung. So wurde mit der Zuführung von Löschfahrzeugen aus heimischer Produktion begonnen. Die Holzdrehleiter der Berufsfeuerwehr Cottbus ging nach Forst, um deren Magirus-Drehleiter zu übernehmen. Um einen Sanitätskrankenwagen (Sankra Robur Garant 30K), einen Rettungstransportgerätewagen K30 (RTGW) TLF15 und einen Schaummittelträger H3A konnte der Bestand für die Feuerwehr in den 1950er Jahren erweitert werden.

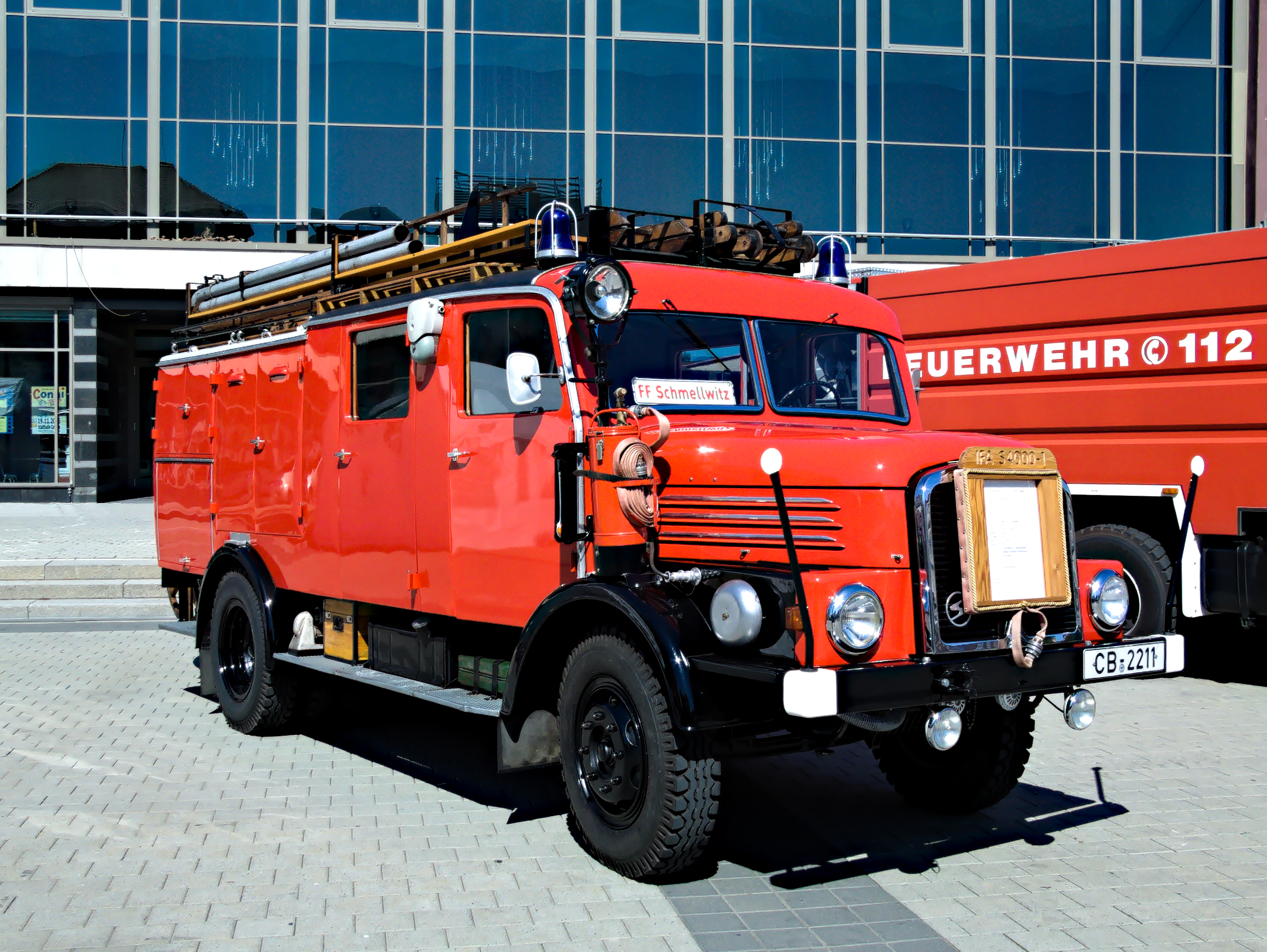
IFA LF 16–TS 8 der Freiwilligen Feuerwehr Schmellwitz, Baujahr 1959

Bereits im Januar 1956 wurden die Freiwilligen Feuerwehren aus dem Verantwortungsbereich der Volkspolizei herausgelöst. In Cottbus wurden die Freiwilligen Feuerwehren der Abteilung Inneres der Stadtverwaltung zugeordnet. Zu diesem Zeitraum wurden die Freiwillige und die Berufsfeuerwehr der Stadt Cottbus an nachfolgende Brandeinsatzorte gerufen:
- 1950 brennen in Striesow zwölf Scheunen und zehn Stallungen.
- 1951 brennen in Dissenchen acht Scheunen und neun Stallungen.
- 1952 brennt in der Cottbuser Peitzer Straße die Dachpappenfabrik Werner & Co.
- 1958 Hochwassereinsatz im Bereich der Stadt Cottbus

Durch Strafgefangene erfolgte 1967/1968 der Anbau der unter Denkmalschutz stehenden Wache in der Ewald-Haase-Straße. Dies geschah unter denkmalpflegerischer Berücksichtigung des Vorgängerbaus. Für die Verkleidung des Bauwerkes wurden ebenso „Ilse Buntklinker“ verwendet. Mit dieser Erweiterung war es möglich, die Feuermelde- und Alarmzentrale zu modernisieren. Durch die Zuordnung eines Autodrehkranes im Jahr 1966 ergaben sich für die Berufsfeuerwehr bessere Möglichkeiten im Einsatz bei Katastrophen und Unfällen. Leider wurde dieses Einsatzfahrzeug schon ein Jahr später kurzfristig für immer in die Hauptstadt umgesetzt. Immer wieder kam es in den 1960er Jahren zu Unstimmigkeiten bei der Alarmierung zwischen der Freiwilligen Feuerwehr und der Berufsfeuerwehr. Hier spielte die mangelnde Ausstattung mit Alarmtechnik eine wichtige Rolle. So rückte die Ströbitzer Feuerwehr in den Nächten oft umsonst aus, weil die Alarmsirenen des nahegelegenen Flugplatzes zu hören waren. Störend erwies sich auch die mangelnde Ausbildung der Freiwilligen Feuerwehren.
Mit modernen Funkalarmempfängern konnten nur Teile der Cottbuser Feuerwehr 1970 ausgerüstet werden, deshalb erfolgte die Erstellung ausführlicher Alarmierungsakten. Eine genauere Abstimmung der Alarmierung durch Sirenensignal erfolgte ebenso wie auch die Erweiterung des Netzes der öffentlichen Telefonzellen. Damit war die Erreichbarkeit der Feuerwehr unter der Notrufnummer 112 möglich. Durch diese Maßnahmen konnten 1978 die öffentlichen Feuermelder abgeschaltet werden, die in den Betrieben vorhandenen Feuermelder blieben weiter in Funktion.
Einer der größten Einsätze der Feuerwehren der Stadt nach 1945 war die Brandbekämpfung in einer Lokhalle des Reichsbahnausbesserungswerkes am 19. Dezember 1968. Dieser Brand verursachte einen Schaden von fünf Millionen Mark. Es waren alle Feuerwehren der Stadt und zwölf weitere Feuerwehren aus dem Umland eingesetzt. Die Ursache der Brandkatastrophe war die Missachtung von Anweisungen bei Schweiß- und Schneidarbeiten, aber auch die Missachtung allgemeiner Brandschutzbestimmungen. Durch die verantwortlichen Fachingenieure wurde die Weisung ihrer übergeordneten Fachabteilung umgangen und von ihnen entschieden, Schweißarbeiten an einem Großraumkesselwagen mit 48 t Benzolgemisch ausführen zu lassen. Es kam zu einer Aufflammung, die nicht mehr erlosch. Mit mehreren herbeigeholten Handfeuerlöschern konnte der Brand nicht gelöscht werden, die betriebliche Freiwillige Feuerwehr des RAW wurde alarmiert. Durch den Brand des Benzolgemisches entstand eine extrem hohe Brandintensität und das Feuer drohte, sich auf die angrenzenden Gebäude auszudehnen. Eine Bergung der acht Dampfloks, fünf Dieselloks und weiterer Wagen war durch den Stromausfall und herabfallende Deckenteile nicht mehr möglich. Erst jetzt, als die gesamte Dachkonstruktion vom Feuer erfasst war, erfolgte die Alarmierung der Cottbuser Berufsfeuerwehr. Weitere Feuerwehren aus Guben, Senftenberg, Schwarze Pumpe und zehn weitere Freiwillige Feuerwehren leisteten der Cottbuser Feuerwehr Hilfe. Eine Kranführerin kam bei der Brandkatastrophe ums Leben, der Sachschaden belief sich auf rund 5,078 Millionen Mark.
Durch die erste Lieferung des neuen Tanklöschfahrzeuges 1972 gab es auch Verbesserungen durch die Einführung neuer Atemschutztechnik. So wurden die bis dahin benutzten Sauerstoff-Kreislauf-Geräte durch moderne Druckluft-Atemgeräte abgelöst. Wiederum am 4. April 1974 war die Cottbuser Berufsfeuerwehr mit allem Wissen und Können gefordert, um einen Großbrand bei der Energieversorgung Cottbus zu bekämpfen. Ein Apparatehaus (Geräte und Apparate zur Herstellung von Stadtgas) der Energieversorgung Cottbus wurde ohne vorliegende Genehmigung der Staatlichen Bauaufsicht zu einer Turnhalle umgebaut. Während der Umbaumaßnahme kam es zu ständigen Problemen, die sich später begünstigend auf das Brandgeschehen auswirkten. Bei unsachgemäßen Schweißarbeiten kam es zu einem Brand, den die vor Ort tätigen Mitarbeitern nicht selbstständig zu löschen konnten, die Berufsfeuerwehr musste alarmiert werden. Bei Eintreffen der Feuerwehr standen die Nordwand und die Dachkonstruktion in Flammen. Die Kellerdecke war eingebrochen und es bestand die Gefahr, dass der Brand auf benachbarte Gebäude übergriff. Zusätzliche Freiwillige und Betriebsfeuerwehren wurden angefordert.
Durch die Nähe des Militärflugplatzes ergaben sich auch für die Berufsfeuerwehr zusätzliche Aufgaben. So kam es zwischen 1960 und 1971 zu insgesamt zwölf Flugunfällen im Bezirk Cottbus. Der schwerste Flugunfall ereignete sich am 14. Januar 1975. Ein Flugzeug war in das zweite Obergeschoss eines Wohnheimes des Textilkombinates Cottbus gestürzt und im Treppenaufgang stecken geblieben. Die starke Brandausbreitung durch auslaufendes Kerosin war vom Keller bis zum 4. Obergeschoss erkennbar. Nach etwa 80 Minuten war die schwierige Brandbekämpfung abgeschlossen.
Die letzten öffentlichen Feuermelder der Stadt Cottbus wurden 1978 abgeschaltet, alle betrieblichen Brandmeldeanlagen waren von dieser Maßnahme ausgeschlossen und blieben weiter in Funktion. Zwischen 1979/1980 erfolgte der Bau der lang geplanten Feuermelde- und Alarmzentrale direkt vor der alten Zentrale. Bei diesem Ausbau erfolgte die Errichtung einer neuen Leitstelle sowie die Erweiterung des Sozialtraktes. Der Einbau von modernen Rolltoren vollzog sich in den 1980er Jahren.
Seit den 1970er Jahren wurden der Berufsfeuerwehr neue Löschfahrzeuge zugeführt, so dass in den Freiwilligen Feuerwehren bis 1983 zwei Löschfahrzeuge auf IFA W50, ein Löschfahrzeug auf IFA S4000, ein Löschfahrzeug auf einem Robur-Fahrgestell und ein Zug- und Hilfsfahrzeug zum Einsatz kommen konnten. Die Berufsfeuerwehr wurde 1982 wiederum um zwölf Kameraden erweitert. Diese Kameraden kamen überwiegend von der Werkfeuerwehr des Kraftwerks Jänschwalde. Der im Zeitraum 1985/1990 eingeführte spezielle Höhenrettungsdienst für den Bezirk Cottbus musste aus Gründen der immer schlechter werdenden materiellen Versorgung wieder eingestellt werden. Es kam zu keinem Rettungseinsatz in diesem Zeitraum.
Die 1989/1990 erfolgten politischen Veränderungen wirkten sich auch auf die Feuerwehr aus. Mit Beschluss des Ministerrates der DDR im Januar 1990 beschränkten sich die Berufsfeuerwehr und die Freiwilligen Feuerwehren nur noch auf „typische Feuerwehreinsätze“. Obwohl gerade bei der Organisation der Feuerwehren ein „rechtloser Zustand“ herrschte, wurde ohne besondere Vorfälle der Feuerwehrdienst durchgeführt. Die Berufsfeuerwehr wurde finanziell und organisatorisch durch die Polizei geführt, die örtlichen Freiwilligen Feuerwehren von der Stadt Cottbus, Abteilung Innere Angelegenheiten. Um eine Überleitung der Berufsfeuerwehr aus der Polizei zur Stadt Cottbus zu erreichen, führte der neue Leiter der Berufsfeuerwehr, Branddirektor Bernd Brodowski, innerhalb einer Arbeitsgruppe Gespräche. Zum 1. Januar 1991 waren die Voraussetzungen dafür geschaffen. Dem gesamten Personalbestand der Cottbuser Berufsfeuerwehr wurde durch die Polizei zum 31. Dezember 1990 gekündigt, bevor neue Anstellungsverträge mit der Stadt Cottbus zum 1. Januar 1991 für den gleichen Personenkreis eingegangen werden konnten.
Damit gehörte ab diesem Zeitpunkt die Berufsfeuerwehr und die Freiwilligen Feuerwehren zum Verantwortungsbereich der Stadt Cottbus. Sie wurden zuerst im Amt 38 und später im Amt 37 als Feuerwehr in der Stadtverwaltung geführt. Mit der Umstrukturierung erhielt die Berufsfeuerwehr den bereits vor 1945 vorhandenen Aufgabenbereich des Rettungsdienstes der Stadt Cottbus wieder neu übertragen. Als leitender Notarzt wurde der Chefarzt der Notaufnahme am Carl-Thiem-Klinikum Cottbus, CA OM Scharf, durch die Stadt berufen. Ein großer Teil des Personals der Schnellen Medizinischen Hilfe sowie des DRK-Krankentransportes wurde zum 1. Mai 1991 offiziell in das Amt 37 der Stadtverwaltung Cottbus übernommen. Gleichzeitig wurden der Johanniter-Unfall-Hilfe als Hilfsorganisation von der Stadt Cottbus offiziell Aufgaben im Rettungsdienst als auch Krankentransport übertragen. Im April 1991 wurde eine neue 3. Wachabteilung in der Ewald-Haase-Straße eingerichtet. Die Übergabe der neu errichteten integrierten Leitstelle erfolgte im November 1992.
In den Jahren 1992/1993 erfolgte die Zuweisung neuer Technik, wie ein Tanklöschfahrzeug, ein Gerätewagen, ein Gefahrengut- und Rüstwagen vom Typ RW2. Die Kameraden erhielten neue Bekleidung und Schutzausrüstungen. Aber auch die neue fahrzeugspezifische Ausrüstung für die Freiwilligen Feuerwehren der Stadt Cottbus vollzog sich in diesem Zeitraum. So erhielt als erste Feuerwehr die Freiwillige Feuerwehr Madlow im November 1992 ein neues Tanklöschfahrzeug vom Typ TSL 16/25 zugewiesen. Mit der Kreisgebietsreform 1994 wurden Gemeinden aus dem Umland von Cottbus eingemeindet. Wie bereits 1950 wurden mit dieser Eingemeindung die dort bestehenden Freiwilligen Feuerwehren in den Bestand der Feuerwehr Cottbus übernommen. Dies betraf Orte wie Döbbrick, Maiberg, Sielow, Merzdorf, Dissenchen, Schliechow, Kahren, Willmersdorf und Branitz. Damit erweiterte sich der Verantwortungsbereich der Feuerwehr Cottbus auf das Dreifache. Im Jahr 2003 kamen noch die Gemeinden Kiekebusch, Gallinchen und Groß Gaglow hinzu.

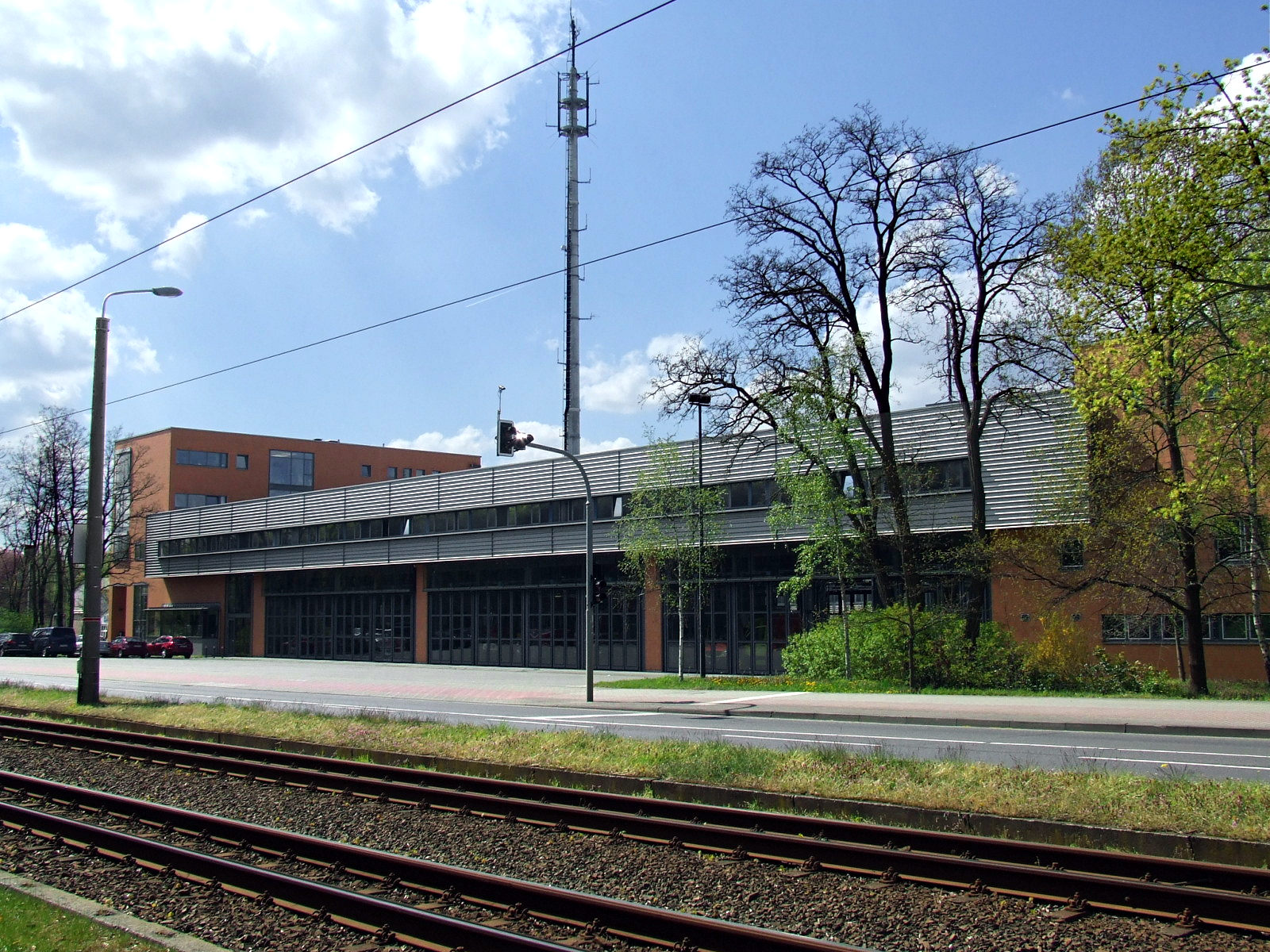
Hauptfeuer- und Rettungswache

Im Januar 1995 wurde der Neubau einer Hauptfeuer- und Rettungswache im Gewerbegebiet Südeck durch die Cottbuser Stadtverordneten beschlossen, 1997 erfolgte die Grundsteinlegung. Die neue Wache wurde am 23. Juni 1999 von der nun gemeinsam betriebenen Leitstelle Cottbus und Spree Neiße in Betrieb genommen. Die moderne Leitstelle erstreckt sich über zwei Etagen, im Erdgeschoss befinden sich sechs Disponentenarbeitsplätze. Die Baukosten einschließlich der elektronischen Ausstattung betrugen rund 5,5 Millionen Mark. Am ersten Tag der offenen Tür am 10. Juli 1999 konnten sich rund 10.000 Besucher davon überzeugen, dass Cottbus nun die modernste Feuer- und Rettungswache aller Bundesländer besitzt.
Mit dem Elbe-Hochwasser im Sommer 2002 kamen auf die Cottbuser Berufsfeuerwehr und die Freiwilligen Feuerwehren zusätzliche finanzielle und personelle Belastungen zu. Neben den Einsatzkräften der Feuerwehr war auch das THW zum Schutz von Kulturgütern in der Altstadt von Dresden eingesetzt.
Im Juni 2007 konnte die Berufsfeuerwehr Cottbus ihren 60. Geburtstag mit einem „Tag der offenen Tür“ feiern. Es nutzten über 8000 Besucher die Möglichkeit, sich über die vielseitigen Aufgaben der Berufsfeuerwehr zu informieren.
Im März 2025 ging in der Welzower Straße eine neue Rettungswache in Betrieb. Dadurch konnte der Rettungsdienst der Stadt Cottbus am neuen Standort in unmittelbarer Nähe zur Medizinischen Universität Lausitz – Carl Thiem (vorher Carl-Thiem-Klinikum) gebündelt werden.

## Aufstellung aller 17 Freiwilligen Feuerwehren der Stadt Cottbus

### Löschzug I

#### Ortsfeuerwehr Branitz
Bereits im Jahr 1822 gab es in Branitz eine erste Feuerwehr. So besagt ein Dokument aus dem Jahr 1847, dass eine „fahrbare Spritze“ und eine ausgewählte „Bedienmannschaft“ in Branitz einsetzbar waren. Auf dem Gut des Fürsten Pückler befand sich bereits im Jahr 1860 eine Wasserspritze, welche sich im Spritzenhaus des Gutes befand. Das in der Dorfmitte stehende Spritzenhaus gibt es gemäß Bauunterlagen seit 1910. Ein Neubau mit Turm wurde 1922 errichtet. Erst 2008 wurde ein weiterer Neubau errichtet, in den der sanierte Turm des Vorgängerbaus aus dem Jahr 1922 integriert wurde. Derzeit arbeiten 27 aktive Einsatzmitglieder in der Freiwilligen Feuerwehr Branitz, die auch die Kinder- und Jugendfeuerwehr mit 16 Jugendlichen des Ortsteils betreuen. Ihr Einsatzfahrzeug ist ein Tragspitzenfahrzeug vom Typ VW LT 35. Im Januar 2015 wurde das TSF durch ein TLF 20/40 St auf MAN TGM 13.290 mit Magirus-Aufbau ersetzt.

#### Ortsfeuerwehr Dissenchen
Gegründet wurde die Ortsfeuerwehr Dissenchen als Freiwillige Feuerwehr im Februar 1927, bereits im Oktober des gleichen Jahres konnte das neue Spritzenhaus mit zwei Garagen eingeweiht werden. Zwischen 1939/1941 erfolgte die Fertigstellung des linken Gebäudeteils mit der darin befindlichen Wohnung. 64 Kameraden und 21 Mitglieder der Jugendfeuerwehr können eingesetzt werden. Ihr Einsatzfahrzeug ist ein Löschfahrzeug vom Typ Iveco.

#### Löschgruppe Schlichow
Die Löschgruppe Schlichow ist der Freiwilligen Feuerwehr Dissenchen zugeordnet. Im Bestand der Löschgruppe befindet sich ein Löschfahrzeug vom Typ Iveco, welches von der Ortswehr Sandow übernommen wurde.

#### Ortsfeuerwehr Kahren

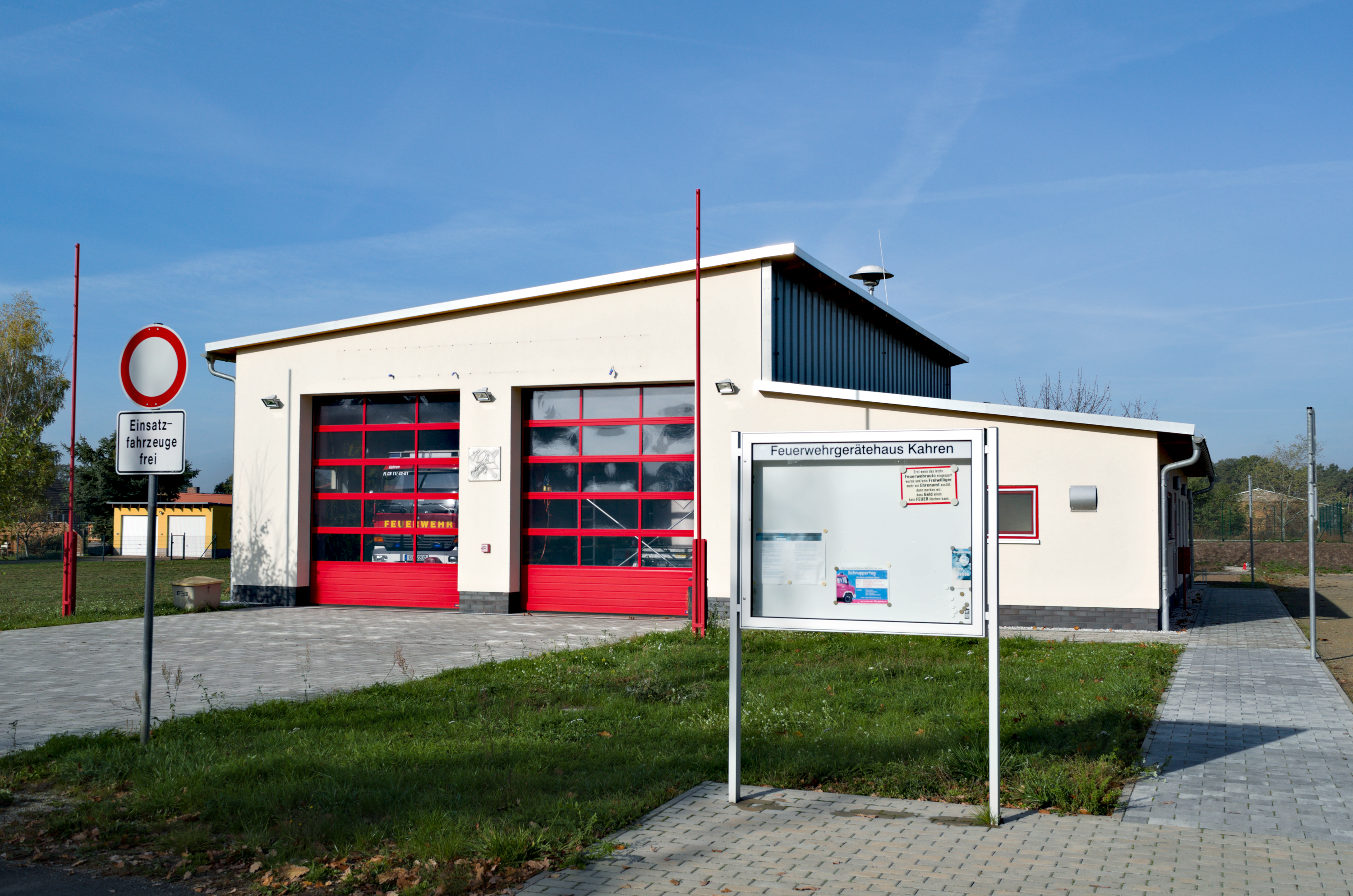
Feuerwehr Kahren

Die Gründung einer Freiwilligen Feuerwehr erfolgte für den Ortspolizeibezirk Kahren im März 1934, einbezogen war Frauendorf. Bis 1945 gehörten der Feuerwehr 64 Kameraden an. Rund drei Jahre nach Kriegsende gründeten 22 Kameraden die Feuerwehr in Kahren neu. Eine Handdruckspritze, ein paar Schläuche, sowie weitere einfache Löschtechnik musste genügen. Für die Alarmierung der Kameraden im Einsatzfall dienten die Glocken der Kahrener Kirche. Im September 1948 übernahm die Feuerwehr ein Löschfahrzeug von der Kreisführungswehr Ströbitz. Die Fertigstellung des Trockenturmes für die Schläuche der Feuerwehr erfolgte im Dezember 1960. Ebenfalls 1960 konnte von der Post ein Kraftfahrzeug übernommen und auf die Bedürfnisse der Feuerwehr umgebaut werden. Ein zweites Fahrzeug vom Typ IFA Robur Garant 30K, das von der NVA abgegeben wurde, konnte 1965 übernommen werden. Die Reparatur und der Umbau des Fahrzeuges nach den Vorstellungen der Kameraden erfolgte in Eigenleistung und unentgeltlich. Durch die Kameraden wurden 1988 sechs Zisternen (unterirdische Sammelbehälter für Trink- oder Nutzwasser) im Ort errichtet, da es durch den Bergbau immer wieder Schwierigkeiten bei der Löschwasserversorgung gab.
Nach 1990 erfolgte die Wahl des Wehrleiters nicht mehr durch die Kameraden, sondern durch den Rat der Gemeinde. Das Dorf Kahren wurde der Stadt Cottbus zugeordnet. Neue und gebrauchte Technik konnte in Form eines Tragspritzendfahrzeuges in Dienst gestellt werden.
Die Gründung einer Jugendfeuerwehr erfolgte 1998 und in dem Jahr nahmen beide Gruppen an den Stadtjugendmeisterschaften teil, wo sie zwei erste Plätze in verschiedenen Disziplinen belegten. Im Jahr 2002 erfolgte die Neustrukturierung der Freiwilligen Feuerwehr Cottbus. Es wurden vier Löschbezirke gebildet, in die diese vier Löschzüge integriert wurden. Das aktuelle Feuerwehrhaus wurde im Jahr 2014 eingeweiht und befindet sich neben dem Kahrener Bürgerzentrum. Es ersetzte einen Zweckbau aus den 1950er Jahren (Ecke Alter Cottbuser Weg/Am Park), welcher sich zuletzt in einem schlechten Zustand befand. 2019 konnte ein gebrauchtes HLF von der Berufsfeuerwehr übernommen werden. Im Jahr 2024 wurde der Feuerwehr noch ein MTF (Volkswagen Crafter) zugeteilt.

#### Ortsfeuerwehr Kiekebusch
Die Freiwillige Feuerwehr Kiekebusch wurde 1934 gegründet und hat derzeit 27 Mitglieder sowie eine kleine Jugendfeuerwehrgruppe mit fünf Jugendlichen. Im April 2020 wurde die Feuerwehr Kiekebusch in das Feuerwehrhaus Süd eingegliedert.

### Löschzug II

#### Ortsfeuerwehr Merzdorf
Die Gründung der Freiwilligen Feuerwehr Merzdorf erfolgte am 18. Januar 1924. Das Feuerwehrhaus wurde 1937 erbaut, Ausbaumaßnahmen erfolgten 1991 und 2010. Im März 1939 waren in der Pflichtfeuerwehr 35 Kameraden eingetragen. Während des Krieges verringerte sich das Personal und die technische Ausstattung deutlich. Erst im Januar 1946 konnte eine neue Tragkraftspritze bereitgestellt werden. Über den Rat des Kreises Cottbus-Land erfolgte die weitere Ausrüstung der Feuerwehr. Ende der 1990er Jahre konnte ein modernes Löschfahrzeug vom Typ MB übernommen werden.

#### Ortsfeuerwehr Sandow

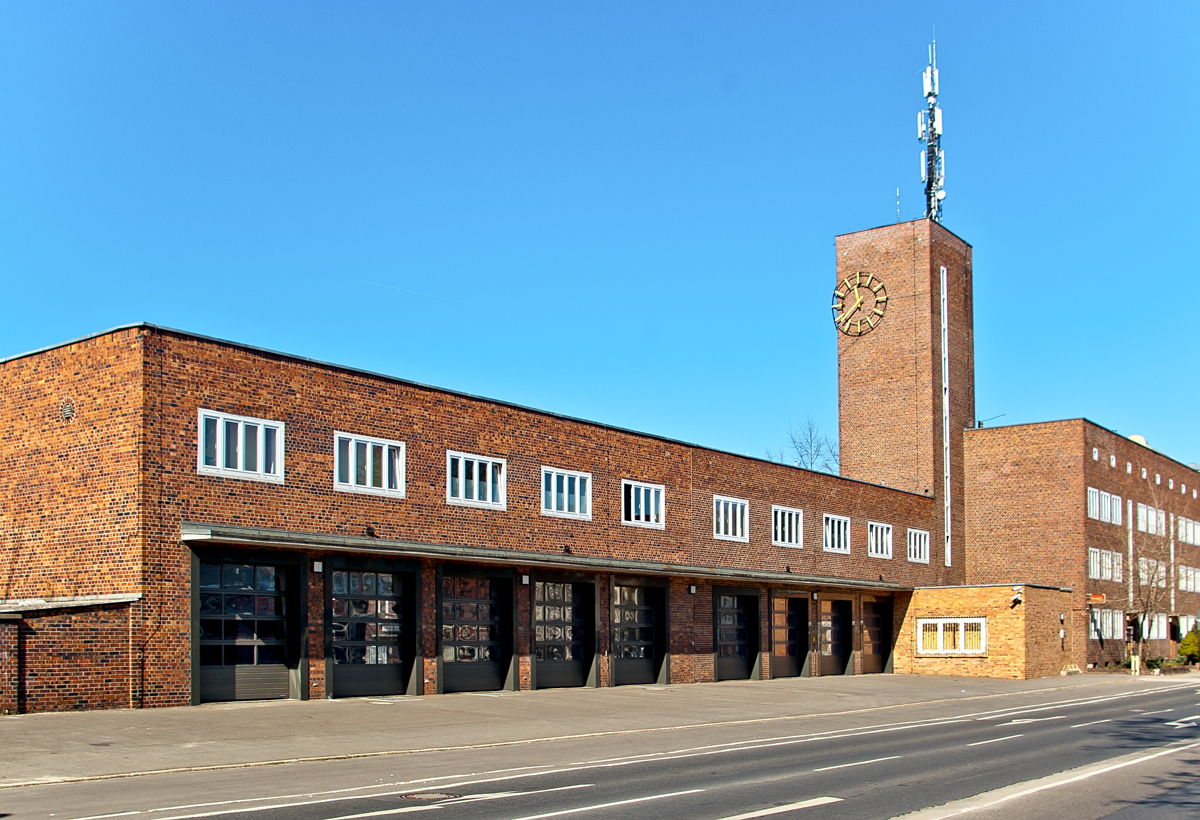
Feuer- und Rettungswache 2 – Berufsfeuerwehr Cottbus und Ortsfeuerwehr Sandow

In Sandow trafen (1. September 1888) sich etwa 40 Männer zur Gründungsvorbereitung einer Freiwilligen Feuerwehr. Die Gründung erfolgte dann am 19. September 1888. Nach der Eingemeindung von Sandow 1904, wurde die Feuerwehr als 3. Abteilung der Cottbuser Feuerwehr zugeordnet. Mit der Übernahme der Sandower Feuerwehr durch Oberbrandmeister Paprosch erlebte diese einen Aufschwung. Sie war im Objekt der Sandower Ölmühle in der Westaue untergebracht, wo auch ihre Löschtechnik, wie ein Rüstwagen mit Anhänger, eine tragbare Motorspritze mit 600 Liter Förderleistung, eine pferdebespannte mechanische Leiter, als auch ein Rüst- und Mannschaftswagen untergebracht waren. Mit der Machtergreifung 1933 wurde die Feuerwehr im „roten“ Sandow aufgelöst und der Cottbuser Feuerwehr als technische Abteilung zugeteilt. Die Kameraden, die noch aktiv waren, wurden von der Freiwilligen Feuerwehr Cottbus übernommen. Nach dem Krieg entwickelte sich die Sandower Feuerwehr nur langsam, bis sie der Cottbuser Feuerwehr zugeordnet wurde. Im Jahr 1978 erfolgte die Neugründung der Freiwilligen Feuerwehr Sandow aus der Feuerwehr Cottbus-Innenstadt. Zur Unterbringung wurde ihr eine Garage im Betriebsteil des VEB Polstermöbel Cottbus im Merzdorfer Weg übergeben. Durch die erhöhten Anforderungen an die Feuerwehr wurde die Löschtechnik auf einen modernen Stand gebracht, ein Löschgruppenfahrzeug vom Typ LF 16/W50 gehörte dazu. Das 100-jährige Bestehen der Sandower Freiwilligen Feuerwehr konnte sie auf Heimischem Boden in der Ewald-Haase-Straße begehen. Auch für die Freiwillige Feuerwehr Sandow brachten die politischen Veränderungen viele Neuerungen. Neben der Veränderung des Unterstellungsverhältnisses bekam sie ein breiteres Aufgabenspektrum. Hauptaufgabe war nicht mehr nur die Brandbekämpfung, auch Aufgaben in der technischen Unfallhilfe, bei Havarien und bei Umweltverschmutzungen kamen dazu. Die Feuerlöschtechnik hat sich in der Zeit bedeutend verbessert. So verfügt die Freiwillige Feuerwehr Sandow seit 1998 über ein Hilfsleistungslöschfahrzeug vom Typ Mercedes. Auch etwa 23 Jugendliche arbeiten in der Jugendfeuerwehr mit, 34 Kameraden sind fest im Einsatzdienst eingebunden.

#### Ortsfeuerwehr Saspow
Gegründet wurde die Freiwillige Feuerwehr Saspow 1896, die Eingemeindung nach Cottbus erfolgte 1950. Das erste Spritzenhaus war ein kleines niedriges Steingebäude mit Rundbogentor und Dachboden zur Unterbringung von Leitern und anderer Technik. Das heutige Feuerwehrhaus wurde in den Jahren 1935/36 errichtet. Die Feuerwehr verfügt heute über ein Tanklöschfahrzeug vom Typ MB 1120.

#### Ortsfeuerwehr Willmersdorf

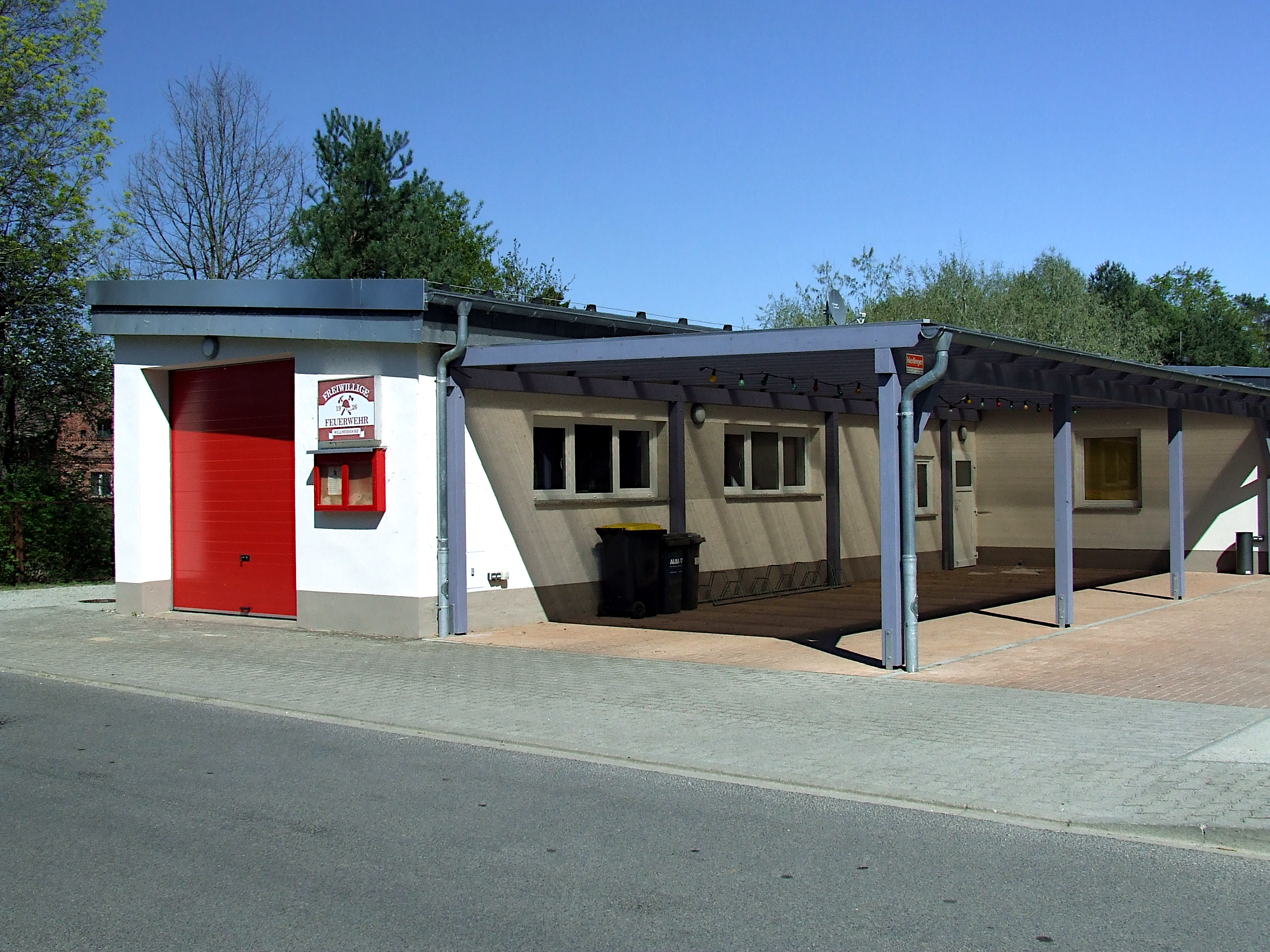
Feuerwehr Willmersdorf

Im Jahr 1926 fanden sich 29 Einwohner des Ortes Willmersdorf zusammen, um zukünftig gemeinsam alle Brände zu bekämpfen. Über das erste Feuerwehrhaus sind keine Unterlagen zu finden. Bis in die 1960er Jahre gab es einen Unterstand für das Feuerlöschgerät, erst 1968 wurde vom Rat der Gemeinde beschlossen, ein neues Feuerwehrhaus zu errichten. Der Bau des Feuerwehrhauses erfolgte durch die Kameraden in Eigenleistung und konnte 1969 abgeschlossen werden. Das erste Löschfahrzeug erhielten sie 1993, wobei es sich hierbei um ein Kleinlöschfahrzeug vom Typ Barkas B 1000 handelte. Mit dem Mehrzweckfahrzeug mit Tragkraftanhänger vom Typ FIAT hat auch die Ortsfeuerwehr Willmersdorf im Jahre 2006 ein modernes Feuerlöschfahrzeug übernommen. Dies wurde 2020 durch ein gebrauchtes TSF-W von der Ortswehr Groß Gaglow ersetzt.

### Löschzug III

#### Ortsfeuerwehr Döbbrick
Die Gründungszeit der Ortsfeuerwehr ist unbekannt. Der Ort Döbbrick wurde 1994 nach Cottbus eingemeindet. Im Personal Einsatzdienst sind etwa 20 Kameraden einbezogen. Die Jugendfeuerwehr des Ortes ist eine von 14 Jugendfeuerwehren der Freiwilligen Feuerwehren Cottbus. Die Bauarbeiten für ein neues Feuerwehrhaus begannen 1977 und wurden in Eigenleistung der Kameraden 1983 abgeschlossen. Im Bestand der Ortsfeuerwehr befindet sich ein Tragkraftspritzenfahrzeug vom Typ VW LT 45.

#### Ortsfeuerwehr Schmellwitz
Gegründet wurde die Freiwillige Feuerwehr Schmellwitz im September 1906. Das erste Feuerwehrhaus war eher ein massiver Geräteschuppen mit Ziegeldach von 8 × 4 m Größe. Durch den örtlichen Zimmermann-Meister Schloddarick wurde 1908 ein hölzerner Steigerturm am Westgiebel des Spritzenhauses errichtet. Im Dezember 1992 wurde damit begonnen, das alte Feuerwehrhaus abzureißen, 1993 erfolgte durch den Oberbürgermeister der Stadt die Grundsteinlegung für ein neues Feuerwehrhaus und im September 1994 erfolgte die Übergabe an die Kameraden der Ortsfeuerwehr. Im Bestand der Ortsfeuerwehr befindet sich zurzeit ein Hilfeleistungslöschfahrzeug vom Typ MB1124, ein Rüstwagen vom Typ MB1124 und ein Löschfahrzeug 4000 vom Typ S 4000. Der Rüstwagen wurde 2010 ausgesondert. Im Jahr 2020 wurde ein MTF (Fiat Ducato) stationiert. Dieser wurde 2021 durch ein neues MTF auf Basis MAN TGE ersetzt. Im September 2024 wurde das HLF wegen technischer Mänger außer Dienst gestellt. Die Feuerwehr erhielt als Übergangslösung das GTLF der Berufsfeuerwehr.

#### Ortsfeuerwehr Sielow
Ein genaues Gründungsdatum für die Freiwillige Feuerwehr Sielow ist nicht bekannt, nur das Jahr 1913. In diesem Jahr begann die organisierte Brandbekämpfung. Vorher wurden Brände durch Nachbarschaftshilfe mit Einreißhaken, Wassereimern und Feuerpatschen bekämpft. Im Oktober 1935 wurde mit dem Bau eines Feuerwehrhauses begonnen. Das erste Löschfahrzeug war ein Brennabor, dem erst 1967 und 1989 ein Robur Löschfahrzeug mit Schlauchtransportanhänger folgte. Durch die Eingemeindung von Sielow 1994 hörte die Eigenständigkeit der Freiwilligen Feuerwehr Sielow auf. Es entstand der Löschzug Sielow als untergeordneter Zug der Freiwilligen Feuerwehr Cottbus. Im September 2001 konnte dem Löschzug Sielow ein neues Löschfahrzeug übergeben werden. Der heutigen Ortsfeuerwehr Sielow gehören 41 Männer und 6 Frauen an. 10 Mitglieder zählt die Jugendfeuerwehr.

#### Ortsfeuerwehr Ströbitz

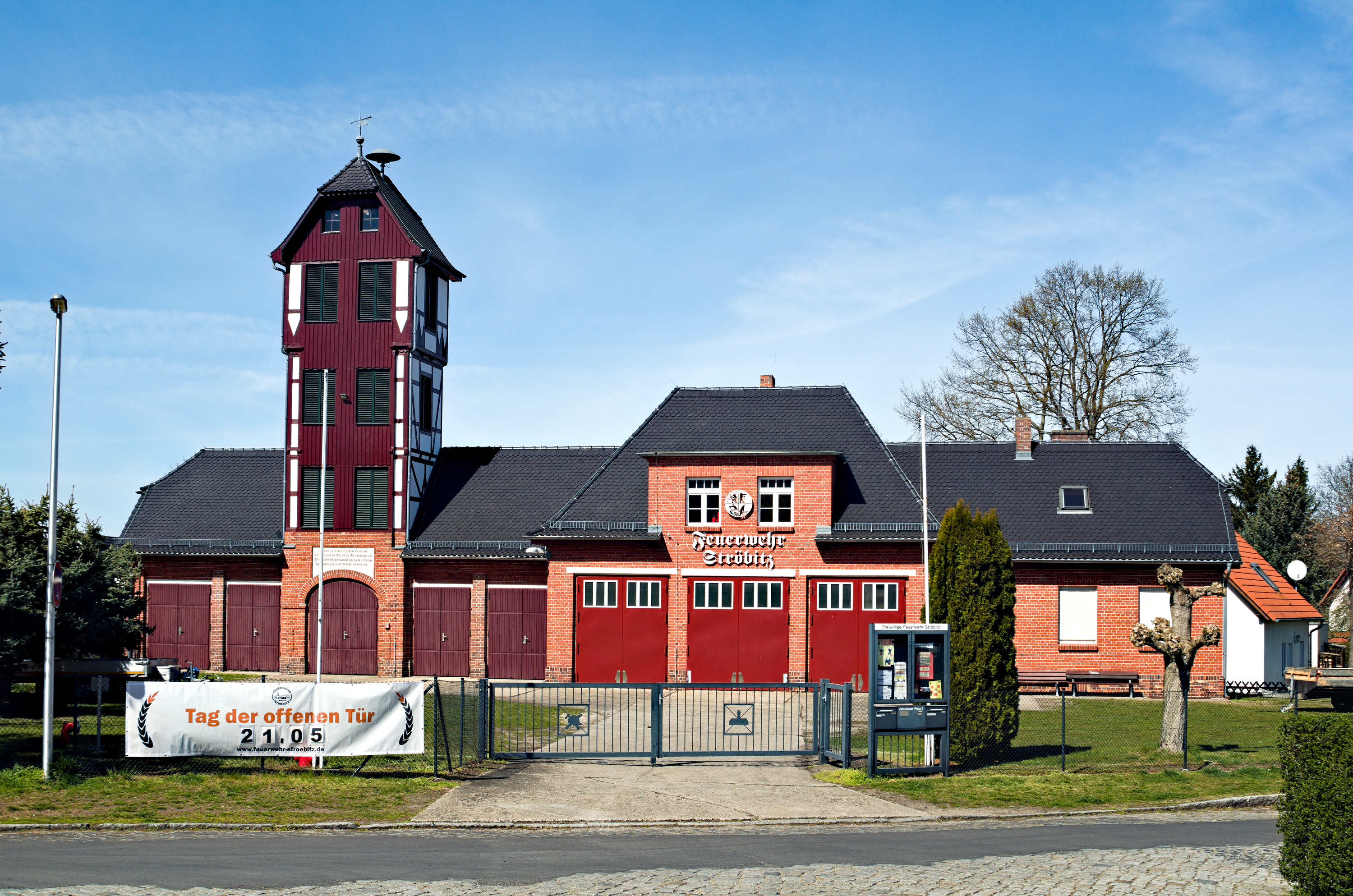
Feuerwehr Ströbitz

Die Freiwillige Feuerwehr Ströbitz gründete sich im Sommer 1906, damals war Ströbitz noch ein eigenständiges Dorf. An der alten Schule von Ströbitz befand sich das Spritzenhaus, das auch gleichzeitig als Gefängnis genutzt wurde. Ein im Klinkerstil erbautes, mit fünf Toren ausgestattetes Feuerwehrhaus mit Schlauch- und Steigerturm konnte im November 1913 am früheren Hindenburgplatz übergeben werden. Im Jahr 1931 erfolgte die Erweiterung der Wagenhalle mit Funktionsräumen für die Mannschaft und mit einer Wohnung für den Gerätewart. Durch die Gemeindegebietsreform am 1. Juli 1950 wurde Ströbitz ein Ortsteil von Cottbus und somit auch die Feuerwehr ein Teil der Stadt. Heute liegt das Augenmerk auf der Unterstützung der Berufsfeuerwehr. Seit Juni 1991 gibt es bei der Freiwilligen Feuerwehr Ströbitz eine Jugendfeuerwehr mit etwa zehn Mitgliedern. Das in der Ortsfeuerwehr stationierte Mehrzweckfahrzeug vom Typ Fiat ist vorrangig der Jugendarbeit vorbehalten. Auch ein Löschfahrzeug vom Typ Iveco befindet sich im Bestand der Ortsfeuerwehr. Gleichzeitig hat die Ortsfeuerwehr Ströbitz drei Oldtimer-Feuerwehrfahrzeuge in ihrem Bestand: ein GAZ-69 (Russisches Automobilwerk Gorki) Baujahr 1969, ein Robur LO 1801 A, Baujahr 1975, sowie ein Barkas B 1000 KLF (Kleinlöschfahrzeug, Baujahr 1984). 1994 wurde ein LF 8/6 auf Iveco Magirus in Dienst gestellt werden.

### Löschzug IV

#### Ortsfeuerwehr Gallinchen
Gegründet wurde die Ortsfeuerwehr Gallinchen 1934, die weitere geschichtliche Entwicklungen ist nicht erfasst worden, es gibt keine Chronik oder Dokumente. Nachgewiesen ist, dass 1952 die Freiwillige Feuerwehr wieder in ihr ehemaliges Domizil, die alte Schmiede, ziehen konnte. Im Jahr 1963 wurde der Trockenturm errichtet und im Jahr 1979 bezogen die Kameraden der Freiwilligen Feuerwehr ihr neues Feuerwehrhaus mit Wagenhalle, ausgestattet mit neuen technischen und sanitären Einrichtungen. Im April 2020 wurde die Feuerwehr Gallinchen in das Feuerwehrhaus Süd eingegliedert.

#### Ortsfeuerwehr Groß Gaglow
Gegründet wurde die Ortsfeuerwehr Groß Gaglow im Juni 1934. Das Feuerwehrhaus, das erst 1944/45 errichtet wurde, war in einem so desolaten Zustand, dass es 1972 um- und ausgebaut werden musste. Dabei wurde der Turm und das Spitzdach entfernt, so dass das Feuerwehrhaus ein neues Aussehen erhalten hat. Im April 2020 wurde die Feuerwehr Groß Gaglow in das Feuerwehrhaus Süd eingegliedert.

#### Ortsfeuerwehr Madlow
Die Freiwillige Feuerwehr Madlow feierte 2012 das 100-jährige Bestehen, sie wurde am 5. Juni 1912 gegründet. 17 Madlower Bürger gehörten am Anfang zur Freiwilligen Feuerwehr. Der erste Oberführer war der Stellmacher Friedrich Noack. Die Freiwillige Feuerwehr begann mit einer Handspritze und trat auch gleich dem Brandenburgischen Provinzial-Feuerwehr-Verband bei. Zum 15-jährigen Stiftungsfest am 19. Juni 1927 übergab der stellvertretende Gemeindevorsteher Carl Ketzmerick ein neugebautes Feuerwehrhaus. Ein besonderes Kennzeichen ist das vom Cottbuser Bildhauer Bock gestiftete Feuerwehrwappen in der Mitte des ersten Stockwerkes des Feuerwehrhauses. 1927 hatten die Madlower Feuerwehrmänner die erste Motorspritze im Kreis Cottbus. Im Jahre 1943 wurden Sonderlöschzüge gebildet, die 1944 zweimal in Berlin und einmal in Sornau zum Einsatz kamen. Im Jahre 1950 wurde Madlow eingemeindet. Kamerad Heinz Wiesenberg leitete die Freiwillige Feuerwehr Madlow von 1958 bis 1983. Im April 2020 wurde die Feuerwehr Madlow in das Feuerwehrhaus Süd eingegliedert.

#### Ortsfeuerwehr Sachsendorf

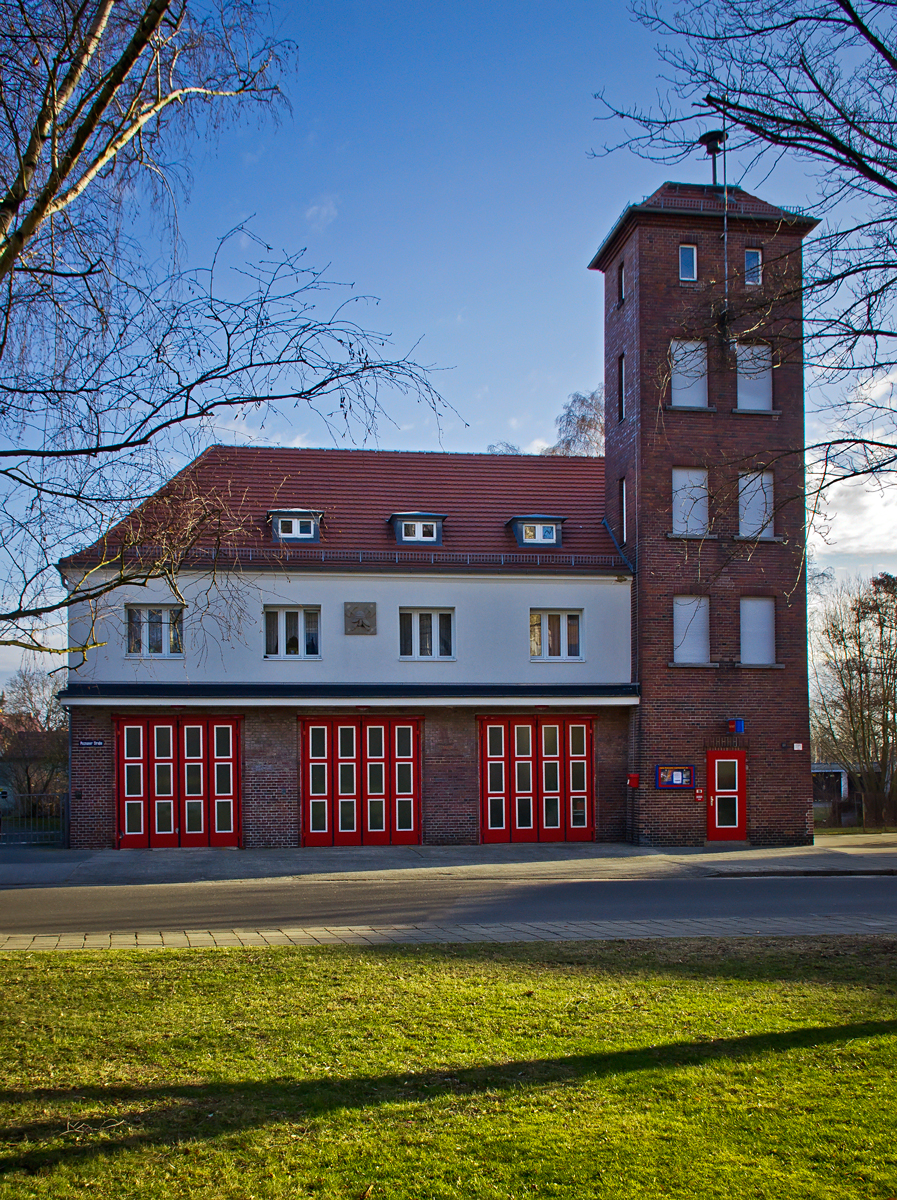
Feuerwehr Sachsendorf

Gegründet wurde die Ortsfeuerwehr Sachsendorf 1923, zu der Zeit war sie bereits voll ausgerüstet. Nach der Eingemeindung 1950 erfolgte die vorläufige Auflösung der Feuerwehr. Auf behördliche Anordnung wurde die Freiwillige Feuerwehr Sachsendorf im August 1964 mit sieben Kameraden neu aufgestellt. Der erste Stützpunkt mit einem Tragkraftspritzenanhänger befand sich auf einem Hinterhof in der Sachsendorfer Hauptstraße. Die Eigentumsverhältnisse in der Poznaner Straße waren noch immer nicht geklärt, obwohl das Objekt Feuerwehrhaus schon lange existierte. Vom damaligen Löschzug Madlow übernahm der Sachsendorfer Löschzug 1964 ein Kleinlöschfahrzeug. Im jetzigen Feuerwehrhaus konnte endlich 1967 durch die Verlegung der Werkstatt dem Löschzug nun auch der Turm und eine Garage zur Verfügung gestellt werden. Der Löschzug in Sachsendorf wurde zu einer festen Größe im Löschwesen der Stadt Cottbus. Durch den Wohnungsbau in Sachsendorf nach 1970 machte es sich erforderlich, dass der Feuerwehr ein weiteres Löschfahrzeug, ein Mannschaftstransportfahrzeug, zur Verfügung gestellt wurde. Die zweite Garage konnten die Kameraden 1974 übernehmen. Der Ausbau der Diensträume im Feuerwehrhaus wurde in Eigenleistung bis 1977 durchgeführt. Erst 1979 bekam die Feuerwehr nach jahrelangem Kampf das gesamte Feuerwehrhaus mit der dritten Garage zugesprochen. Im selben Jahr übernahm die Feuerwehr ihr drittes Feuerwehrfahrzeug. Zu dieser Zeit waren 40 Kameraden/-innen einsatzbereit. Nach und nach wurden die alten Fahrzeuge außer Dienst gestellt, dafür kam nach 1986 weitere neue Tanklöschfahrzeuge zur Feuerwehr.

#### Feuerwehrhaus Süd
Im April 2020 wurde das Feuerwehrhaus Süd im Stadtteil Madlow eröffnet. Es vereint nun die ehemaligen Ortsfeuerwehren Groß Gaglow, Gallinchen, Madlow und Kiekebusch. Ziel dieses Zusammenschlusses ist es, die Personalstärke im Einsatzfall zu erhöhen. Zur Erstausstattung gehören unter anderem drei neue Löschfahrzeuge.

Neuordnung der Löschbezirke
Mit der Inbetriebnahme des Feuerwehrhauses Süd und dem Zusammenschluss von 4 Ortswehren an einem Stützpunkt wurde die Aufstellung der Löschbezirke neu geregelt und auf drei Löschzüge reduziert.
- Löschzug Nord  ;   Saspow, Schmellwitz; Sielow, Ströbitz

- Löschzug Ost  ;    Branitz, Dissenchen (mit LG Schlichow), Kahren, Merzdorf, Sandow, Willmersdorf

- Löschzug Süd  ;    Feuerwehrhaus Süd (Gallinchen, Groß Gaglow, Madlow, Kiekebusch), Sachsendorf